# Список померлих 1991 року
Це список значимих людей, що померли 1991 року, упорядкований за датою смерті.

## Січень

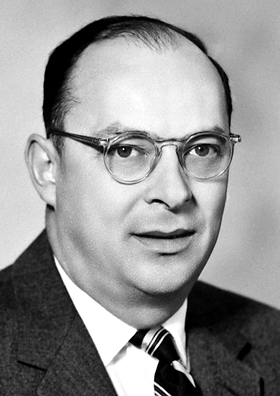
Джон Бардін
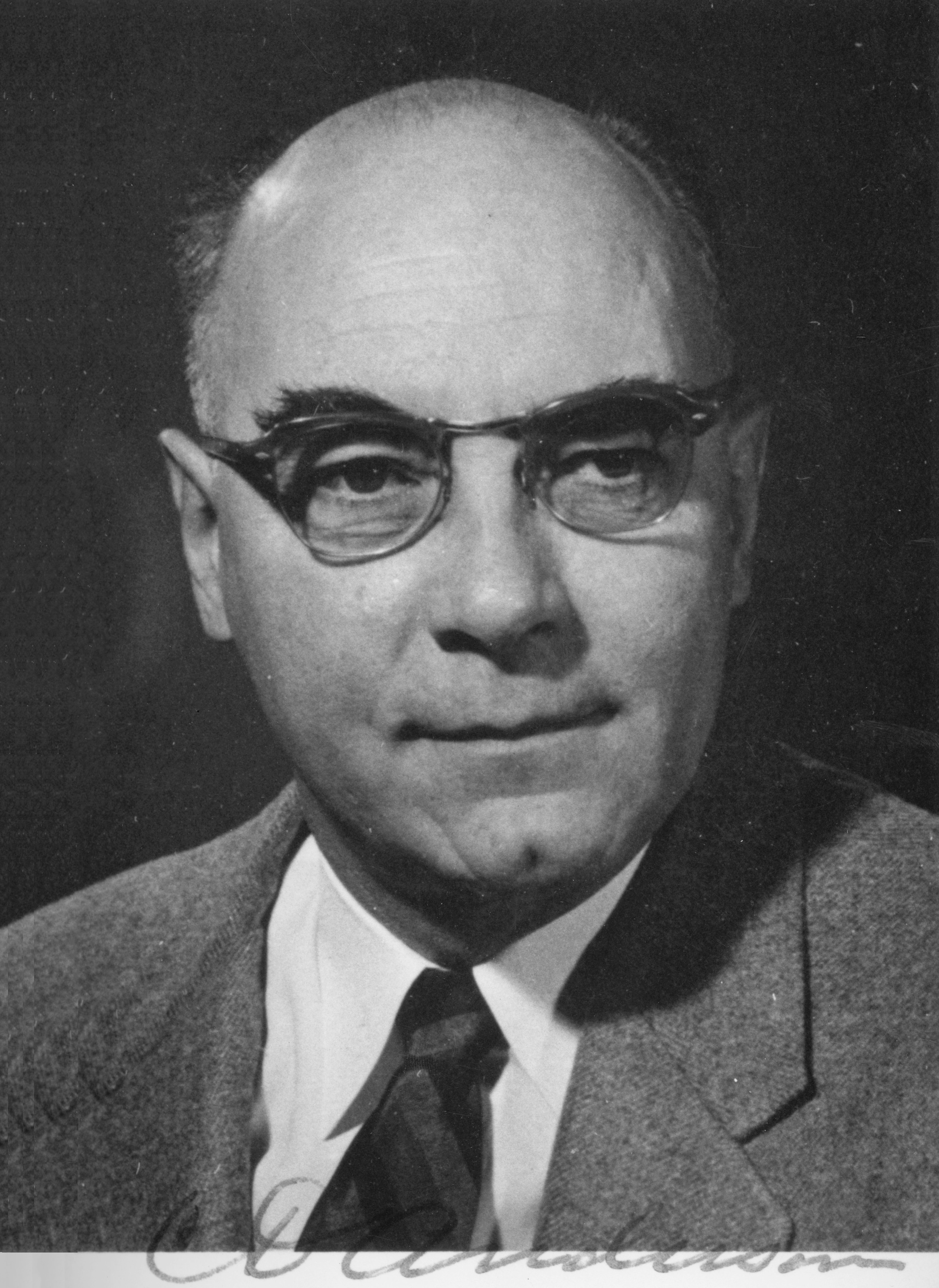
Карл Девід Андерсон
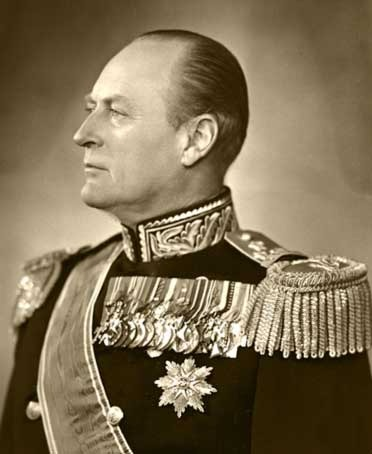
король Олаф V
Оксана Мешко
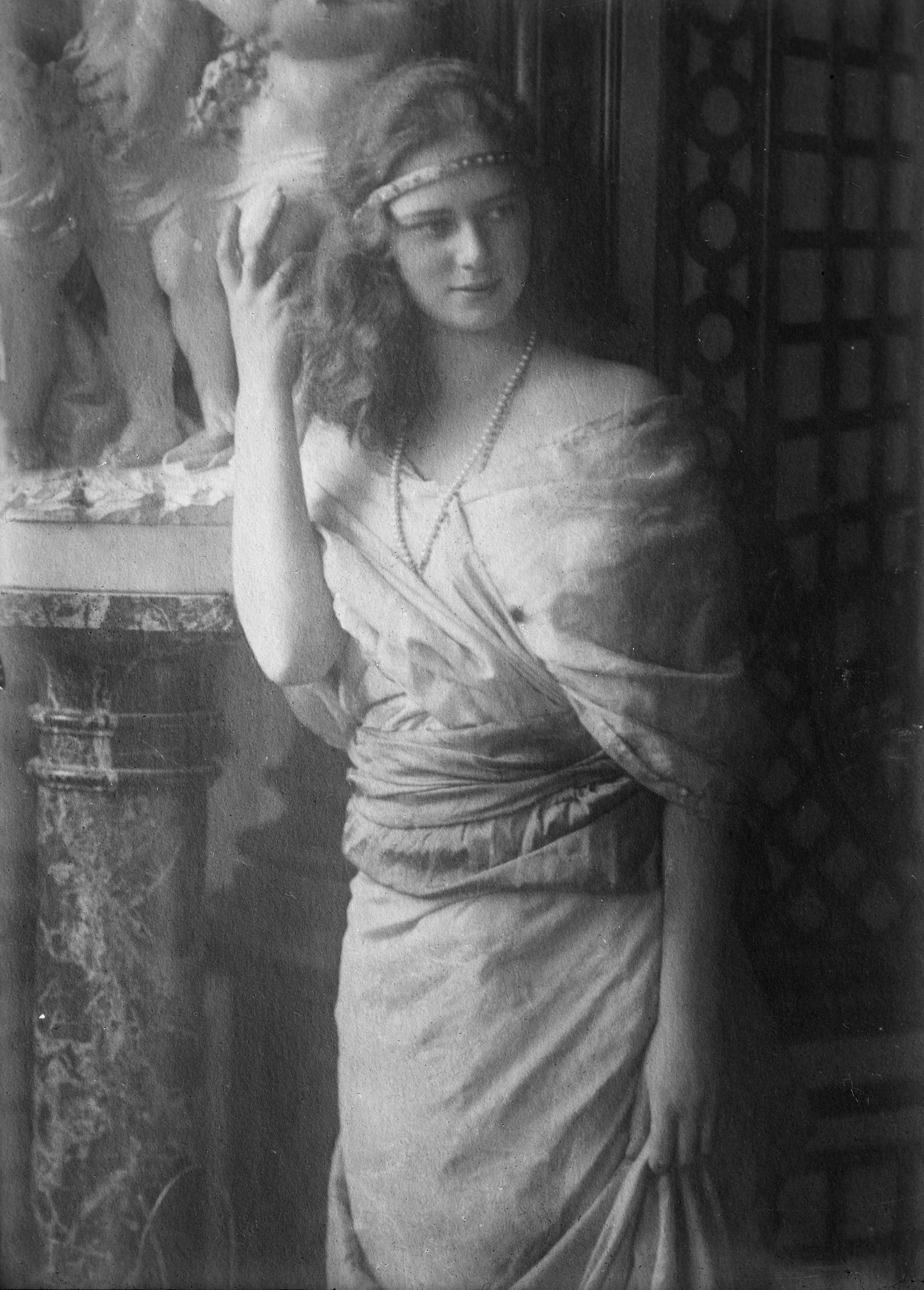
принцеса Ілеана Румунська
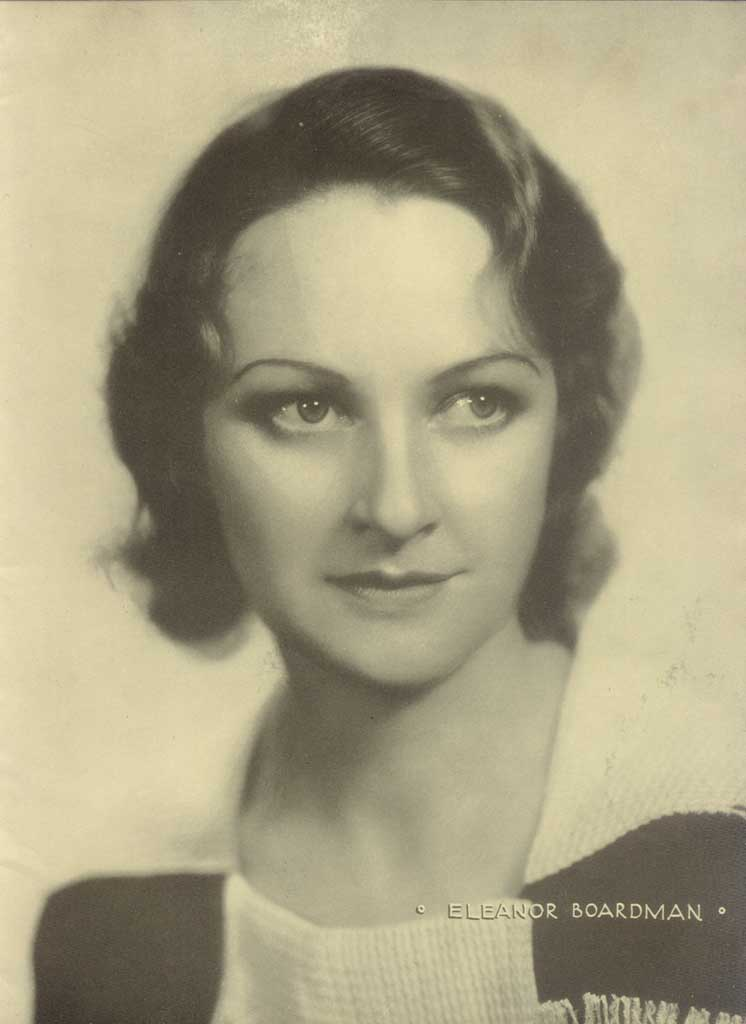
Елеонор Бордман

1 січня — Ада Русович, польська співачка (*1944)
1 січня — Мус Муалім, індонезійський музикант (*1935)
1 січня — Чен Шево, тайванський журналіст, видавець і педагог (*1898)
2 січня — Едмон Жабес, французький поет (*1912)
2 січня — Мешко Оксана Яківна, українська громадська діячка, радянська дисидентка, фактична голова Української Гельсінської групи наприкінці 1970-х (*1905)
2 січня — Ренато Рашель, італійський актор, комік, автор пісень, танцюрист, ведучий і журналіст (*1912)
4 січня — Саньмао, тайванська письменниця (*1943)
4 січня — Джаянтілал Чхоталал Шах, головний суддя Індії (1970—1971) (*1906)
4 січня — Звонко Лепетич, характерний актор хорватського та югославського кіно та телебачення (*1928)
4 січня — Петер Домміш, німецький актор (*1934)
5 січня — Васко Попа, сербський поет румунського походження (*1922)
5 січня — Джонні Ек, американський виконавець фрік-шоу та кіноактор (*1911)
6 січня — Ахмед Аднан Сайгун, турецький композитор (*1907)
6 січня — Йоссі Елефант, ізраїльський музикант (*1959)
6 січня — Марко Нікезич, сербський політик, міністр закордонних справ Югославії у 1965—1968 рр. (*1921)
7 січня — Ерхан Діллігіль, турецький актор театру і кіно, художник (*1935)
7 січня — Хосе Гільєрме Меркіор, бразильський дипломат, академік, письменник, літературний критик і філософ (*1941)
8 січня — Стів Кларк, гітарист гурту Def Leppard (*1960)
9 січня — Сомарно Сосроатмоджо, індонезійський військовий, лікар і політик (*1911)
10 січня — Ісар-уль-Хак Касмі, пакистанський ісламський священнослужитель, а також політик (*1964)
10 січня — Манік Чоудхурі, бангладешський політик і ветеран війни за незалежність (*1933)
11 січня — Карл Девід Андерсон, американський фізик, Нобелівська премія з фізики 1936 (*1905)
11 січня — Ейтаро Мацуяма, японський актор (*1942)
11 січня — Лучано Бонанні, італійський актор (*1922)
11 січня — Ратко Сарич, сербський актор (*1916)
12 січня — Васко Пратоліні, італійський письменник (*1913)
12 січня — Елеонор Бордман, американська акторка епохи німого кіно (*1898)
13 січня — Асрар Аль-Кабанді, кувейтська борчиня проти вторгнення Іраку в Кувейт (*1959)
13 січня — Вен Цзянпей, гонконзький бухгалтер, старший партнер Ernst & Young (*1938)
13 січня — Мануель Жасінто Коельо, бразильський письменник (*1903)
14 січня — Гелі Фінкенцеллер, німецька акторка (*1914)
14 січня — Ірвін Гудмен, фінський рок- та фолк-співак (*1943)
14 січня — вбиті на замовлення організації Абу Нідаля:
- Салах Халаф[en], палестинський бойовик Організації визволення Палестини та ФАТХ (*1933)
- Фахрі Аль Омарі[en], палестинець, член руху ФАТХ, помічник Салаха Халафа (*1936)
- Хаєль Абдул Хамід[en], палестинський політик, член ФАТХ (*1937)

14 січня — Чітрагупт, індійський композитор музики до фільмів (*1917)
17 січня — Джакомо Манцу, італійський скульптор (*1908)
17 січня — Олаф V, король Норвегії з 1957 до 1991 року (*1903)
17 січня — Антоніо Вілаш-Боаш, бразильський фермер, пізніше юрист, який стверджував, що його викрали інопланетяни (*1934)
19 січня — Гернот Рейнштадлер, австрійський лижник (*1970)
19 січня — Гусєв Юрій Євгенович, радянський актор (*1936)
19 січня — Джон Рассел, американський кіно- та телеактор (*1921)
19 січня — Діно Віола, італійський підприємець, спортивний менеджер і політик, президент ФК «Рома» (*1915)
19 січня — Олні Казарре, бразильський актор, режисер, радіоведучий, комік і актор озвучування (*1945)
20 січня — Луї Сеньє, французький театральний і кіноактор (*1903)
21 січня — Ілеана Румунська, румунська та німецька принцеса з дому Гогенцоллернів-Зігмарінгенів, донька короля Румунії Фердинанда I та принцеси Великої Британії Марії Единбурзької (*1909)
21 січня — Мухаммад Такі Аміні, індійський сунітський ісламський учений, юрист, письменник (*1926)
21 січня — Такеші Кувата, японський професійний бейсболіст (*1937)
23 січня — Ахмад Шиддік, індонезійський ісламський діяч і політик (*1926)
24 січня — Амадор Агіар, бразильський бізнесмен (*1904)
24 січня — Бо Сеттерлінд, шведський письменник і поет (*1923)
24 січня — Падмараджан, індійський режисер, сценарист і письменник (*1945)
25 січня — Діана Турбай, колумбійська журналістка (*1950)
25 січня — Лафран Пане, індонезійський вчений та національний герой Індонезії (*1922)
26 січня — Пляцковський Михайло Спартакович, радянський поет-пісняр, драматург (*1935)
26 січня — Джонні ван Дорн, нідерландський письменник, поет і виконавець (*1944)
26 січня — Карен Янг, американська диско-співачка (*1951)
27 січня — Ай Лянь, в'єтнамська акторка і співачка (*1920)
27 січня — Чжен Дунго, польовий командир Національної революційної армії Китаю (*1903)
28 січня — Ред Грейндж, американський футболіст (*1903)
29 січня — Ясусі Іноуе, японський прозаїк, поет і есеїст (*1907)
29 січня — Інґебрігт Давік, норвезький вчитель, дитячий письменник, телеведучий, співак та автор пісень (*1925)
29 січня — Тарик Зафер Туная, турецький правник з конституційного права (*1916)
30 січня — Джон Бардін, американський фізик, двічі лауреат Нобелівської премії — 1956 та 1972 (*1908)
30 січня — Джон Макінтайр, американський актор (*1907)
30 січня — Хосе Ферратер Мора, іспанський філософ і письменник (*1912)
30 січня — Хулусі Сайин, генерал турецької жандармерії (*1926)
31 січня — Мечислав Войт, польський актор (*1928)
31 січня — Ансарі (Зал Хаснайн Накві), індійський письменник, критик, дослідник і журналіст (*1925)

## Лютий

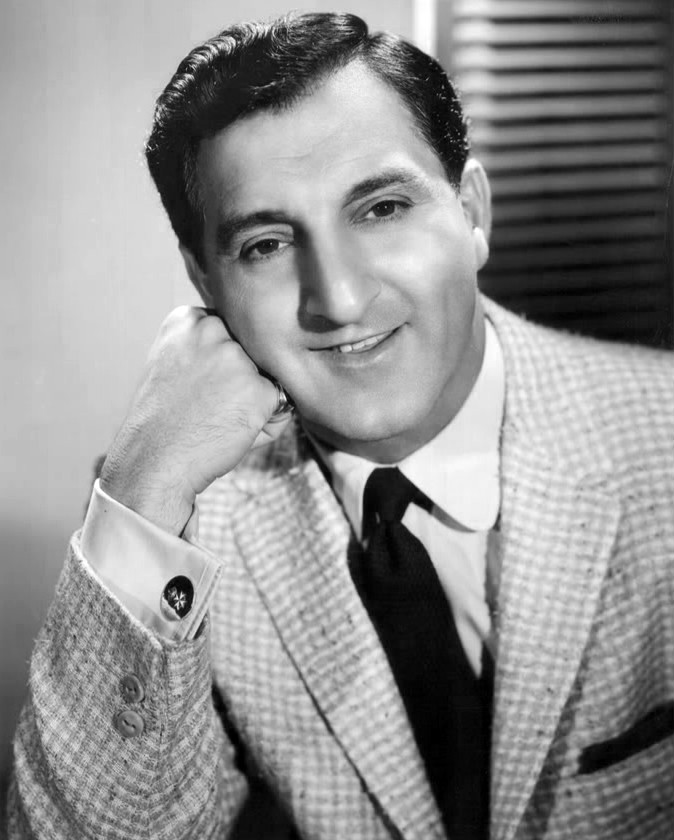
Денні Томас
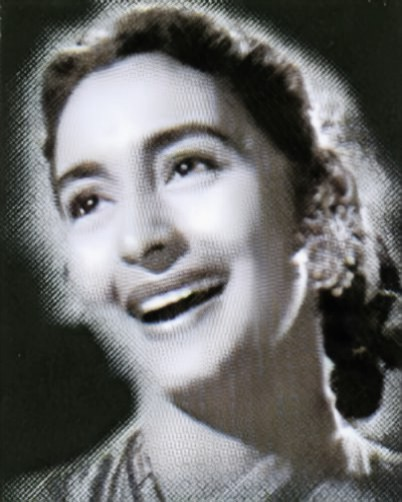
Нутан

3 лютого — Ненсі Калп, американська персонажна акторка, письменниця та комедіантка (*1921)
4 лютого — Розанна Бенці, італійська активістка, журналістка та письменниця, яка жила в залізних легенях протягом 29 років (*1948)
5 лютого — Дін Джаггер, американський актор (*1903)
5 лютого — Педро Аррупе, іспанський єзуїт баскського походження, Генерал Товариства Ісуса (*1907)
6 лютого — Марія Самбрано, іспанська письменниця (*1904)
6 лютого — Сальвадор Лурія, американський мікробіолог, вірусолог італійського походження, лауреат Нобелівської премії з фізіології і медицини 1969 (*1912)
6 лютого — Вафаа Аль-Амер, кувейтська акторка та борчиня проти вторгнення Іраку в Кувейт (*1967)
6 лютого — Денні Томас, американський актор, співак, комік, продюсер і філантроп (*1912)
7 лютого — Амос Ярконі, ізраїльський араб, офіцер Армії оборони Ізраїлю (*1920)
7 лютого — Шунпутей Рючо (5 покоління), японський виконавець ракуґо (*1929)
9 лютого — Кондо Даіґоро, японський футболіст (*1907)
9 лютого — Джеймс Клівленд, американський госпел-співак, музикант і композитор (*1931)
11 лютого — Васіле Ніцулеску, румунський актор (*1925)
13 лютого — Арно Брекер, німецький скульптор (*1900)
13 лютого — Рагувір Сінгх, індійський військовик, історик, письменник (*1908)
14 лютого — Габріель Негребецький, польський актор театру і кіно (*1937)
14 лютого — Нья Аббас Акуп, індонезійський режисер (*1927)
16 лютого — Луїс Ескобар Кіркпатрік, іспанський дворянин і актор (*1908)
17 лютого — Мирослав Махачек, чеський театральний режисер та актор (*1922)
18 лютого — Ренате Керн, німецька поп- та кантрі-співачка (*1945)
18 лютого — Цзінь Гуй, гонконзький актор озвучування, диктор, продюсер (*1936)
21 лютого — Марго Фонтейн, англійська балерина (*1919)
21 лютого — Нутан, індійська кіноакторка, продюсерка (*1936)
21 лютого — Абдуррахман Шарафканді, курдський письменник, поет, лексикограф, лінгвіст і перекладач з Ірану (*1921)
22 лютого — Саєд Мухаммад Ваджіх Аль Сіма Ірфані, пакистанський релігійний діяч, поет (*1920)
23 лютого — Фідела Бернат, остання людина, яка говорила на діалекті Erroncaria (*1898)
24 лютого — Ектор Ріаль, аргентинський і іспанський футболіст, тренер (*1928)
24 лютого — Джон Чарльз Дейлі, американський журналіст, ведучий, радіо- та телеведучий, керівник ABC News (*1914)
24 лютого — Джордж Гобель, американський гуморист, актор і комік (*1919)
24 лютого — Ліна Волонгі, італійська акторка (*1914)
25 лютого — Рамон Латаса, наваррський спортсмен з рубання дров (*1930)
26 лютого — Ґюнтер Нойце, німецький актор (*1921)
26 лютого — Ель Торете, іспанський злочинець і актор (*1960)
27 лютого — Каспрук Павло Михайлович, голова Чернівецької міської ради з 1985 р. (*1940)
27 лютого — Ахмед Муніб, єгипетський нубійський співак і композитор (*1926)
27 лютого — Дайго Кусано, японський актор (*1939)
28 лютого — Кусбіні, індонезійський композитор і музикант (*1910)
28 лютого — Салем Аль-Джамрі, набатейський (ОАЕ) поет (*1910)
лютий — Мусафер Абдул Карім, актор, що народився і працював у Кувейті (*1952)

## Березень

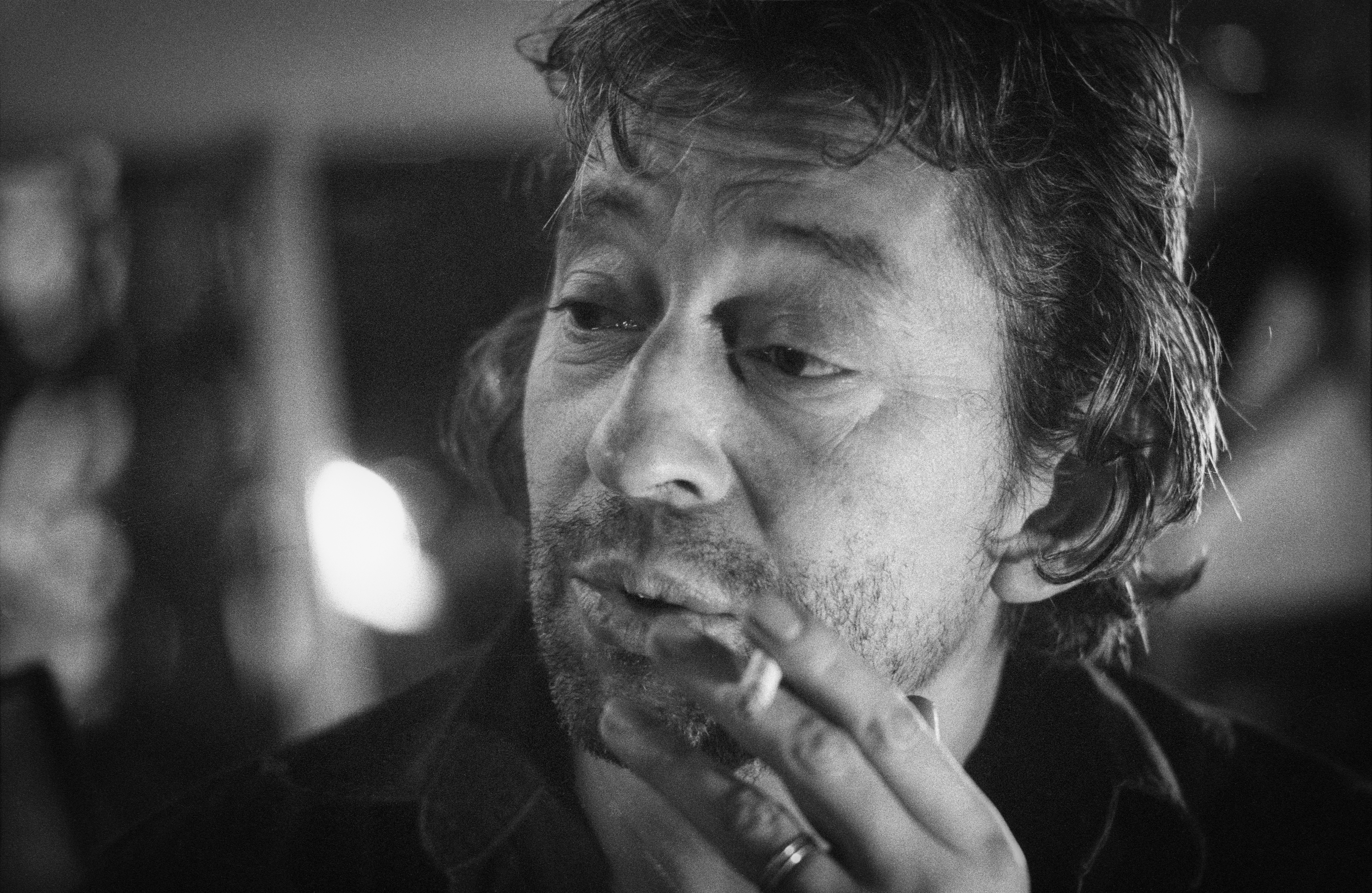
Серж Генсбур
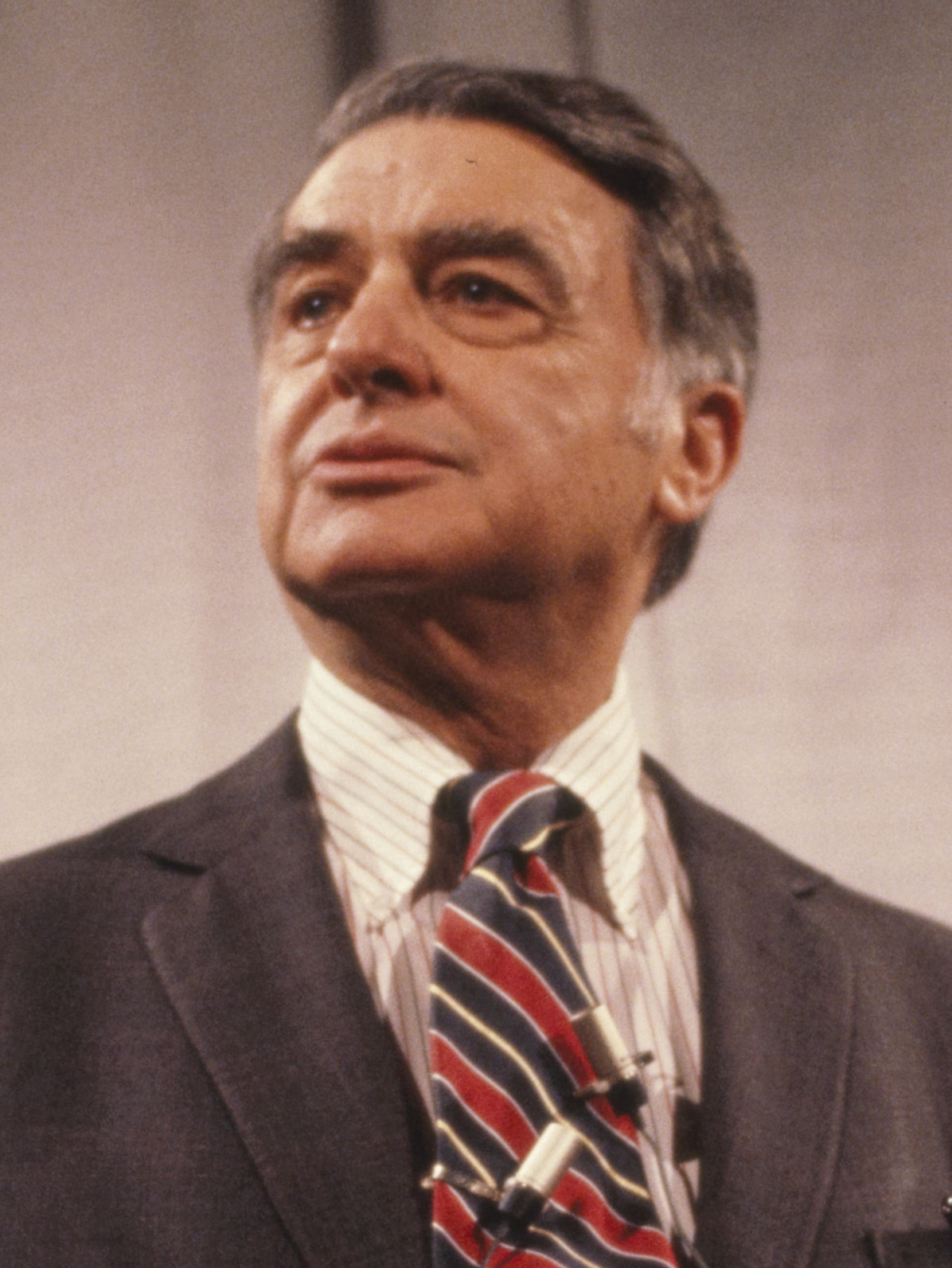
Едвін Герберт Ленд
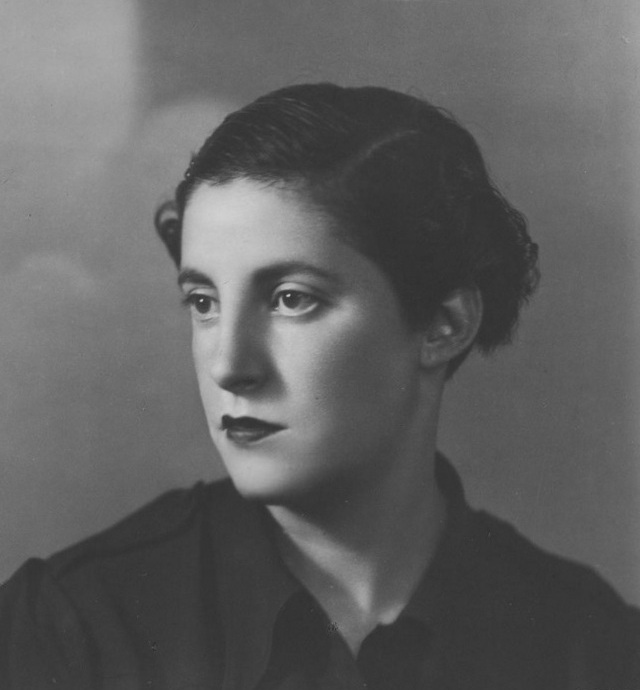
Пілар Прімо де Рівера
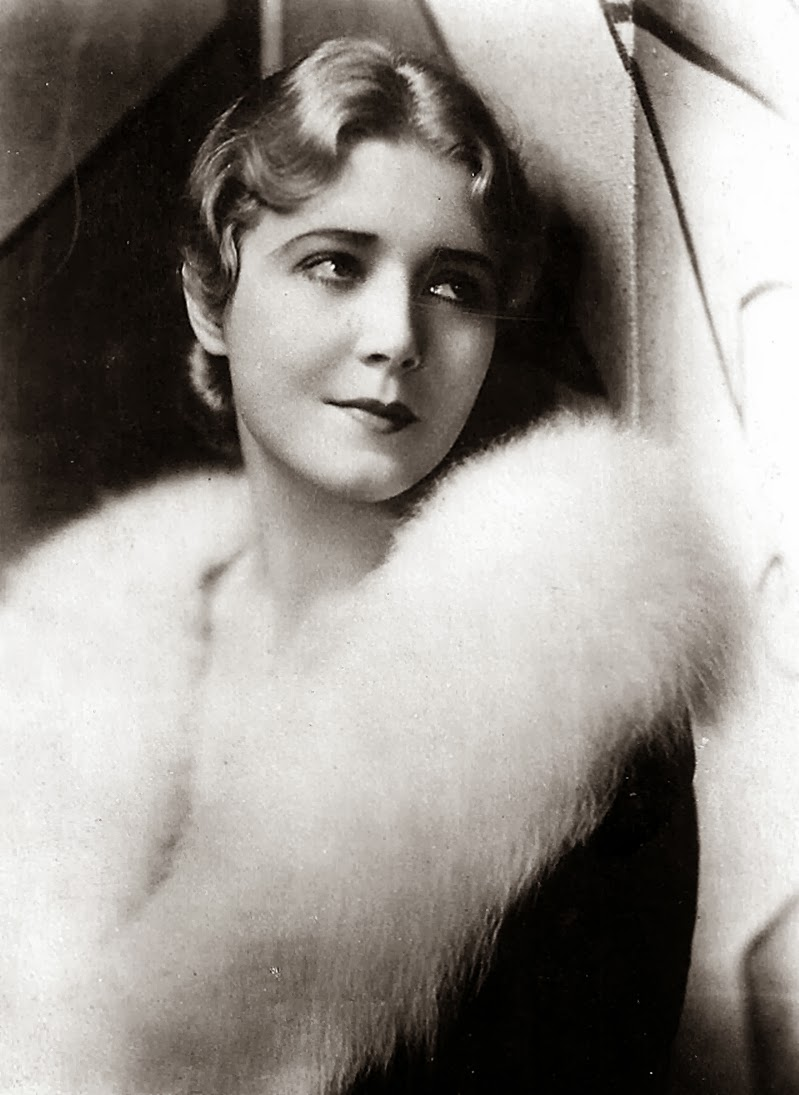
Вільма Банкі

1 березня — Едвін Герберт Ленд, американський вчений і винахідник, засновник корпорації Polaroid (*1909)
1 березня — Марков Леонід Васильович, радянський і російський актор театру та кіно (*1927)
1 березня — Теунгку Ахмад Деві, індонезійський мусульманський священнослужитель (*1951)
2 березня — Серж Генсбур, французький актор, композитор, шансоньє, художник, сценарист, письменник (*1928)
3 березня — Карлос Лейте, бразильський комік (*1939)
4 березня — Ядіґар Ейдер, турецький актор (*1951)
5 березня — Казим Ташкент, турецький інженер, промисловець, бізнесмен, менеджер і політик (*1894)
6 березня — Маріо Йовіне, італійський мафіозі (*1938)
6 березня — Сальво Рандоне, італійський актор (*1906)
7 березня — Руї Морі, японський есеїст (*1911)
8 березня — Мішель д'Орнано, французький політик (*1924)
9 березня — Луїс Гомес-Асебо, герцог Бадахос, іспанський аристократ і бізнесмен (*1934)
9 березня — Ян Ройзенс, фламандський актор (*1918)
10 березня — Сезар Калс, бразильський військовик, інженер, викладач, бізнесмен і політик (*1926)
11 березня — Абул Кашем, бангладешський письменник, політик, активіст бенгальського мовного руху (*1920)
11 березня — Георгіу Георгій Олександрович, радянський актор кіно, озвучування і дубляжу, учасник Другої світової війни (*1915)
12 березня — Вільям Гейнесен, данський письменник (*1900)
12 березня — Рагнар Граніт, шведський фізіолог фінського походження, лавреат Нобелівської премії з фізіології або медицини 1967 (*1900)
12 березня — Мухаммад Муса, пакистанський військовик і політик, головнокомандувач армії Пакистану з 1958 по 1966 рр. (*1908)
12 березня — Стефанія Тувімова, польська письменника та перекладача, дружина поета, перекладача і мовознавця Юліана Тувіма (*1894)
13 березня — Кор Вітшге, нідерландський актор (*1925)
14 березня — Говард Ешман, американський драматург, автор текстів і режисер (*1950)
15 березня — Міодраґ Булатович, сербський письменник (*1930)
15 березня — Мохаммед Ахмед Садек, єгипетський генерал-полковник, міністр оборони (*1917)
16 березня — Герман ван Роєн, нідерландський дипломат і політик, міністр закордонних справ Нідерландів у 1946 р. (*1905)
16 березня — Труде Гер, німецька кіноакторка, співачка та власниця театру (*1927)
17 березня — Карло Донат-Каттін, італійський політик і профспілковий діяч (*1919)
17 березня — Нілмані Дас, бангладешський спортсмен (*1911)
17 березня — Пілар Прімо де Рівера, сестра засновника іспанської Фаланги Хосе Антоніо Прімо де Рівери і дочка іспанського диктатора генерала Мігеля Прімо де Рівери (*1907)
18 березня — Вільма Банкі, американська акторка німого кіно угорського походження (*1901)
19 березня — Хазін Кадрі, пакистанський поет, автор пісень до кінофільмів (*1926)
20 березня — Міннатулла Рахмані, індійський мусульманський учений-суніт (*1913)
20 березня — Унг Ван Хім, в'єтнамський революціонер і політик (*1910)
21 березня — Лео Фендер, американський винахідник, засновник компанії Fender (*1909)
21 березня — Ведат Далокай, турецький архітектор і мер Анкари (1973—1977) (*1927)
21 березня — Нен Бріттон, коханка 29-го президента Сполучених Штатів Воррена Гардінга (*1896)
23 березня — Єлисавета Багряна, болгарська поетеса (*1893)
24 березня — Альберт Ярвінен, фінський гітарист (*1950)
25 березня — Марсель Лефевр, французький католицький архієпископ (*1905)
25 березня — Ольшевська Ніна Антонівна, російська театральна акторка та режисерка (*1908)
25 березня — Тан Бік Ван, китайська акторка та кантонська оперна співачка з Гонконгу (*1924)
26 березня (зникли безвісти) — «Хлопчики-жаби», п'ятеро хлопчиків, які зникли в Тегу, провінція Північний Кьонсан, Південна Корея
27 березня — Альдо Рей, американський актор кіно та телебачення (*1926)
27 березня — Шимізу Куко, японська телеперсона і співачка (*1952)
28 березня — Амір Наджиб, татарський вчений-сходознавець, тюрколог (*1899)
28 березня — Вей Нху Контум, в'єтнамський учений-фізик і перший директор Ханойського університету (*1913)
29 березня — Лі Етватер, американський політичний консультант і стратег Республіканської партії (*1951)
30 березня — Сільвія Монфор, французька акторка і театральна режисерка (*1923)
30 березня — Чен Цзихуа, політик і військовик Китайської Народної Республіки (*1905)
31 березня — Абул Кашем Хан, бангладешський юрист, промисловець і політик (*1905)

## Квітень

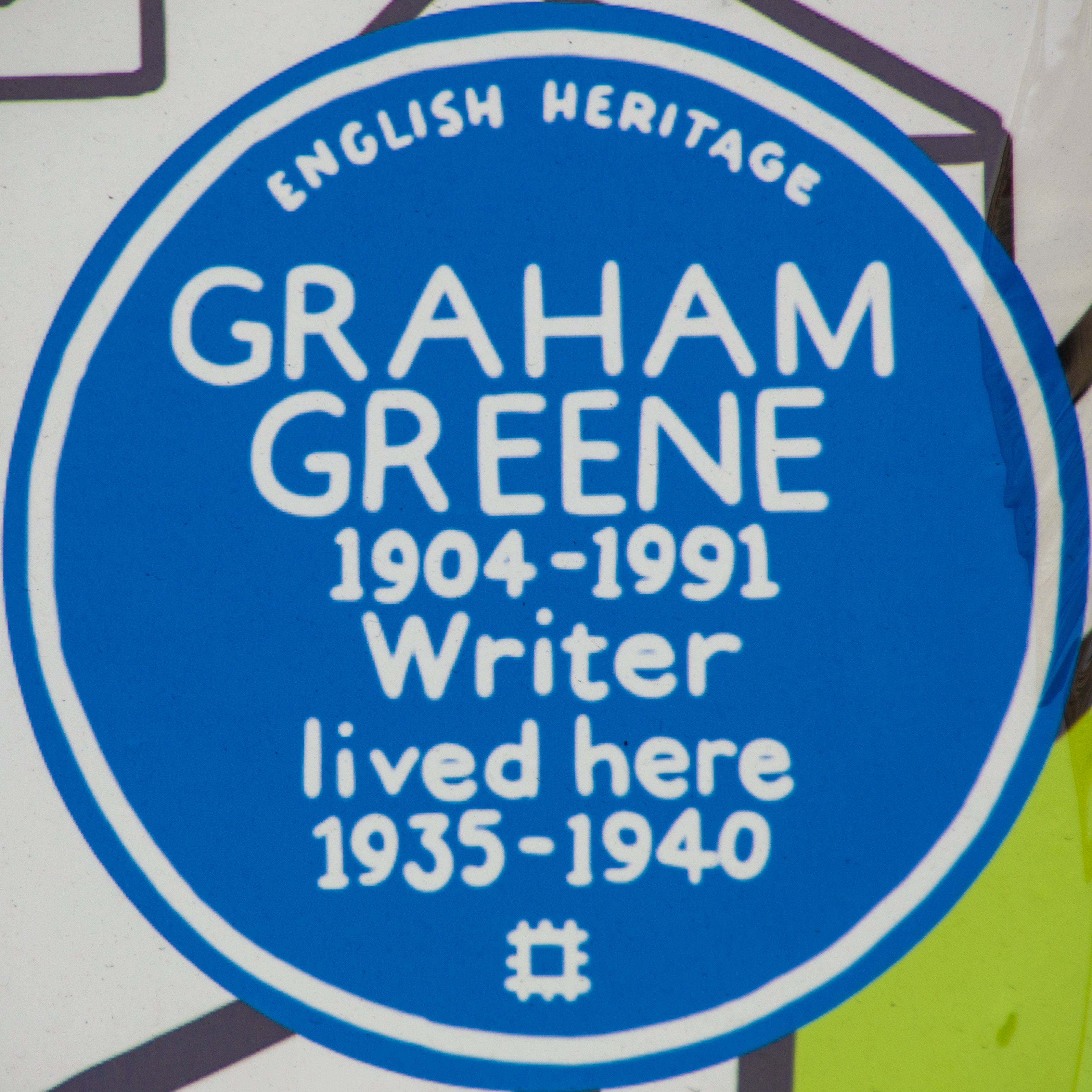
Ґрем Ґрін
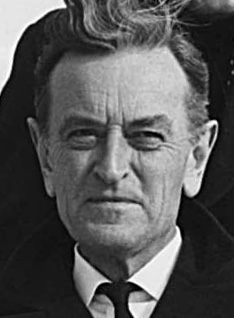
Девід Лін
Макс Фріш
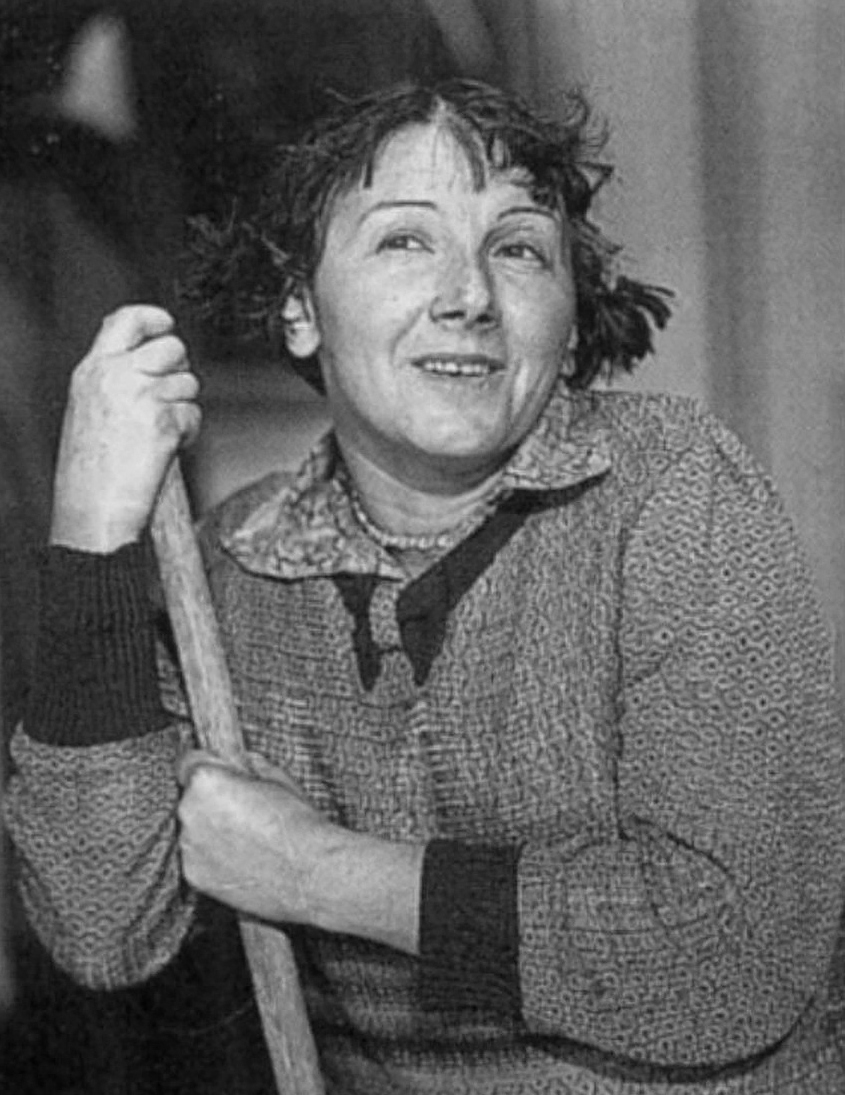
Рина Зелена
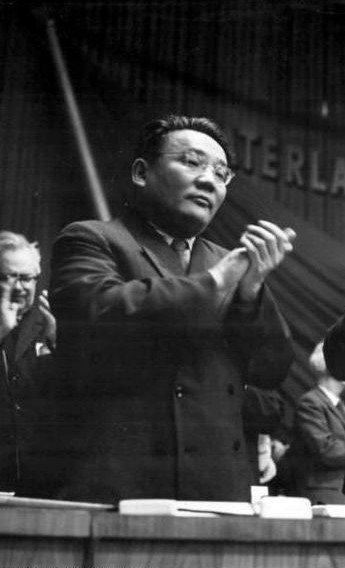
Юмжагійн Цеденбал
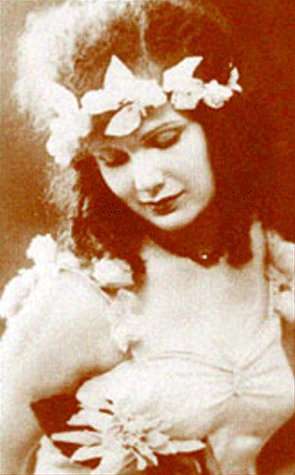
Феріха Тевфік

1 квітня — Марта Грем, американська танцюристка, хореографка, балетмейстерка, художниця по костюмах, музична педагогиня, феміністка (*1894)
1 квітня — Пауло Муванга, прем'єр-міністр Уганди у 1985 р. (*1924)
1 квітня — Рина Зелена, російська радянська акторка театру і кіно (*1901)
1 квітня — Детлев Роведдер, німецький управлінець і політик (*1932)
1 квітня — Хайме Гусман, чилійський професор конституційного права, політик (*1946)
3 квітня — Ґрем Ґрін, англійський письменник і драматург (*1904)
3 квітня — Тун Куей-сен, тайванський гангстер (*1951)
4 квітня — Джон Гайнц, американський бізнесмен і політик-республіканець (*1938)
4 квітня — Макс Фріш, швейцарський прозаїк, драматург і публіцист (*1911)
4 квітня — Барік Аль-Хадж Ханта, іракський військовик (*1950)
5 квітня — Менлі Ланіер Картер, американський астронавт (*1947)
5 квітня — Кодзо Масуда, японський професійний гравець сьоґі (*1918)
5 квітня — Ренато Турі, італійський актор і актор озвучування (*1920)
7 квітня — Вількіна Наталія Михайлівна, радянська акторка театру і кіно (*1945)
7 квітня — Набокова Віра Євсіївна, перекладачка, редакторка; дружина, муза та хранителька літературної спадщини письменника Володимира Набокова (*1902)
8 квітня — Dead (Пер Інгве Олін), норвезький блек-метал-вокаліст (*1969)
8 квітня — Денеш Ченгей, угорський письменник і політик (*1953)
10 квітня — Кевін Пітер Голл, американський актор (*1955)
10 квітня — Наталі Шафер, американська акторка театру, кіно та телебачення (*1900)
11 квітня — Гаміла Ель Алайлі, єгипетська поетеса та письменниця (*1907)
12 квітня — Нурі Арсланов, татарський поет (*1912)
12 квітня — Саїд Келана, індонезійський музикант (*1909)
14 квітня — Далія, індонезійська акторка (*1925)
16 квітня — Девід Лін, британський кінорежисер (*1908)
16 квітня — Цинь Бенлі, китайський журналіст (*1918)
17 квітня — Тадеуш Петржиковський, польський боксер, солдат Збройних сил Польщі, в'язень концтабору Аушвіц-Біркенау (*1917)
18 квітня — Габріель Селая, іспанський поет (*1911)
18 квітня — Мартін Ганнет, британський продюсер, музикант (*1948)
20 квітня — Юмжагійн Цеденбал, монгольський політик, який очолював Монгольську Народну Республіку з 1952 по 1984 р. (*1916)
20 квітня — Дональд Сігел, американський кіно- та телережисер і продюсер (*1912)
20 квітня — Стів Маріотт, англійський музикант (*1947)
21 квітня — Нізам Ерґюден, турецький кіноактор і художній керівник (*1918)
22 квітня — Месхі Михайло Шалвович, радянський футболіст (*1937)
22 квітня — Феріха Тевфік, турецька учасниця конкурсів краси та акторка, перша міс Туреччина (*1910)
23 квітня — Азіз Хамід Мадні, пакистанський поет і письменник (*1922)
23 квітня — Джонні Тандерс, американський музикант (*1952)
23 квітня — Зейн Аль-Ашмаві, єгипетський актор (*1934)
24 квітня — Михайловський Микита Олександрович, радянський актор, діяч неофіційної, напівпідпільної ленінградської культури кінця 1980-х рр. (*1964)
24 квітня — Йожеф Маріас, угорський драматург (*1920)
24 квітня — Масаносуке Хаясі, японський бізнесмен, промоутер, продюсер розваг (*1899)
25 квітня — Міхаель Кюнен, лідер німецького неонацистського руху (*1955)
25 квітня — Тео Лазеромс, нідерландський футболіст (*1940)
26 квітня — Емілі Маклафлін, американська акторка (*1928)
26 квітня — Кан Кьон Де, південнокорейський студентський активіст (*1972)
26 квітня — Карміне Коппола, американський композитор, флейтист, піаніст і автор пісень (*1910)
28 квітня — Голам Хоссейн Садігі, іранський політик (*1905)
28 квітня — Кен Кертіс, американський актор і співак (*1916)
28 квітня — Пушпаваллі, індійська акторка (*1926)
28 квітня — Шакере Халілі, індійська забудовниця та філантропка (*1947)
28 квітня — Яковлєва Тетяна Олексіївна, французька та американська модельєрка жіночого одягу, художниця-дизайнерка російського походження (*1906)
29 квітня — Ґонзаґінья, бразильський співак і композитор (*1945)
29 квітня — Джулі Суліанті Саросо, індонезійська медикиня (*1917)

## Травень

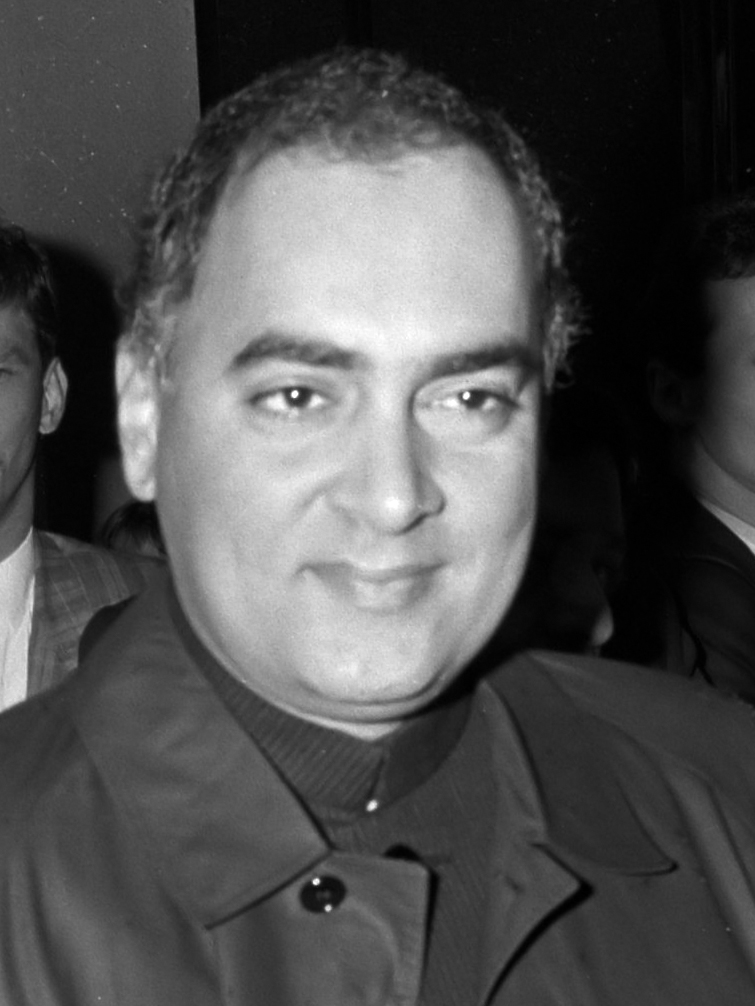
Раджив Ганді
Яна Дягілєва
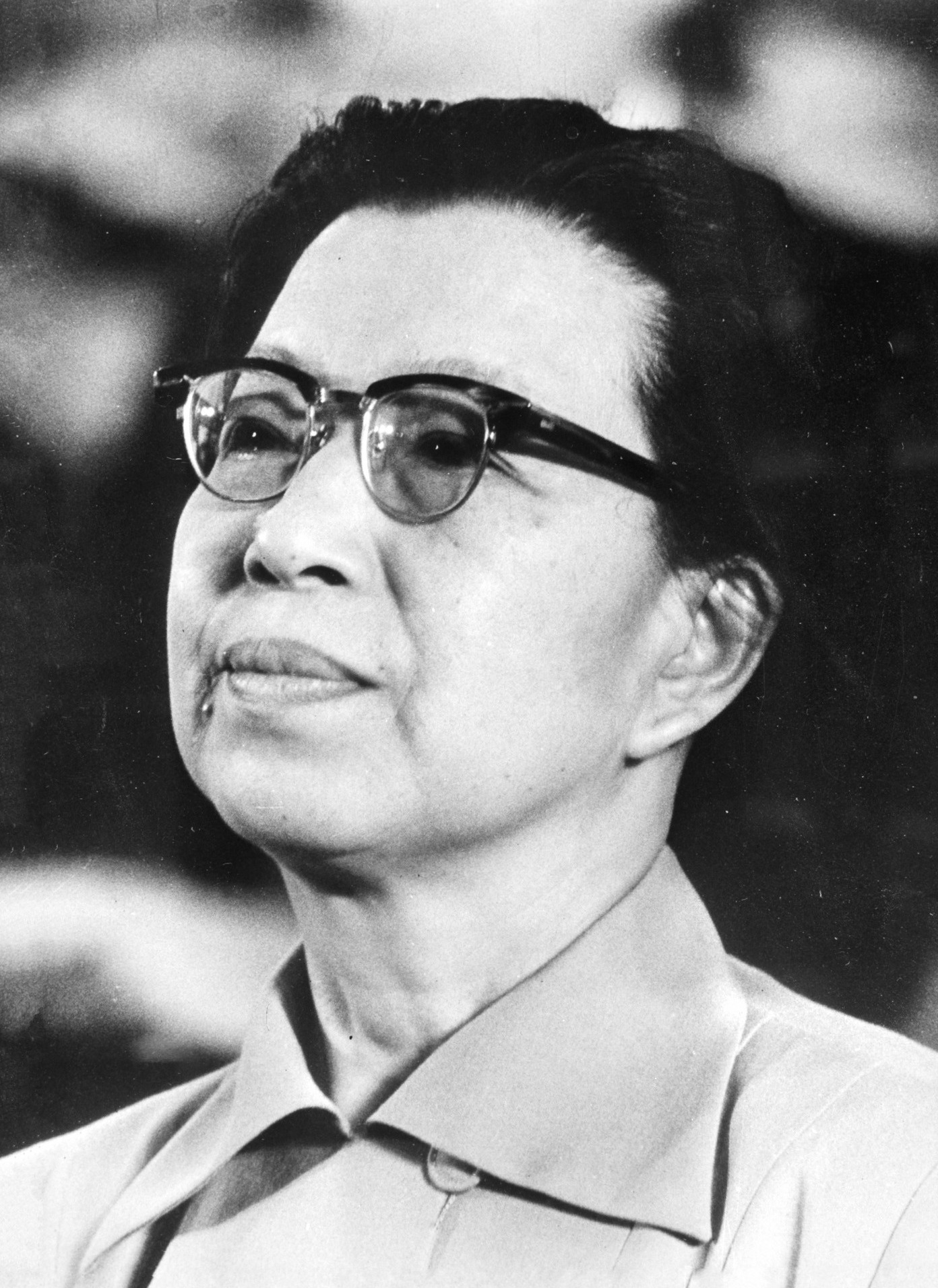
Цзян Цін

1 травня — Богомолець Олег Олександрович, український патофізіолог; син Олександра Олександровича і Ольги Георгіївни Богомольців (*1911)
1 травня — Річард Торп, американський кінорежисер, сценарист і актор (*1896)
1 травня — Юксель Ґьозен, (*1938)
2 травня — Пу Аньсю, дружина маршала Китайської Народної Республіки Пена Дехуая (*1918)
3 травня — Єжи Косинський, польсько-американський письменник (*1933)
4 травня — Лисик Євген Микитович, український театральний художник (*1930)
4 травня — Мохаммед Абд-аль-Вахаб, єгипетський музикант (*1898/1902)
4 травня — Денніс Кросбі, американський співак і актор, син співака та актора Бінга Кросбі (*1934)
4 травня — Мохаммед Хадда, алжирський художник, скульптор і письменник (*1930)
6 травня — Вілфрід Гайд-Вайт, англійський актор (*1903)
6 травня — Мехрдад Авеста, іранський поет (*1930)
6 травня — Нгуєн Тхань Лонг, в'єтнамський письменник (*1925)
6 травня — Сашо Гешовскі, солдат Югославської народної армії македонського походження (*1971)
8 травня — Рудольф Серкін, австро-американський піаніст чеського походження (*1903)
9 травня — Дягілєва Яна Станіславівна, російська поетеса, авторка і виконавиця пісень (*1966)
10 травня — Юозас Кіселюс, радянський литовський актор театру і кіно (*1949)
12 травня — Лауделіна де Кампос Мело, афро-бразильська громадська діячка (*1904)
13 травня — Абдур Рахман Фарес, голова тимчасової виконавчої влади Алжиру в 1962 р. (*1911)
14 травня — Аладар Геревич, угорський фехтувальник (*1910)
14 травня — Цзян Цін, китайська комуністична революціонерка, акторка та політична діячка під час Культурної революції; четверта дружина Мао Цзедуна (*1914)
14 травня — Божена Рогальська, польська акторка театру і кіно (*1952)
14 травня — Джамп'єро Альбертіні, італійський актор (*1927)
15 травня — Амаду Ампате Ба, малійський письменник, історик та етнолог, діяч африканської культури й літератури (*1901)
15 травня — Сінтаро Абе, японський політик, дипломат, журналіст, політолог (*1924)
15 травня — Іхсан Юдже, турецький актор, а також сценарист і режисер (*1929)
15 травня — Рональд Лейсі, англійський актор (*1935)
16 травня — Аої Накадзіма, японська акторка (*1945)
17 травня — Гете Грефбо, шведський актор (*1921)
17 травня — Такайоші Отані, японський бізнесмен (*1905)
18 травня — До Нхуань, в'єтнамський композитор (*1922)
18 травня — Іліас Ахмед Чоудхурі, бангладешський політик (*1934)
18 травня — Хоанг Ван Хоан, в'єтнамський політик, особистий друг Хо Ши Міна (*1905)
20 травня — Тарсо де Кастро, бразильський журналіст (*1941)
21 травня — Йоан Петру Куліану, румунський історик релігії та культури, філософ, політичний публіцист, новеліст (*1950)
21 травня — Раджив Ганді, прем'єр-міністр Індії (1984—1989), син Індіри Ганді і внук Джавахарлала Неру (*1944)
21 травня — Ву Цзіньхуай, тайванський композитор і співак (*1916)
22 травня — Стен Мортенсен, англійський футболіст, тренер (*1921)
22 травня — Чжун Цігуан, китайський комуністичний військовик (*1909)
23 травня — Вільгельм Кемпф, німецький піаніст і композитор (*1895)
23 травня — Жан ван Гаутте, прем'єр-міністр Бельгії (1952—1954) (*1907)
24 травня — Джин Кларк, американський співак і автор пісень (*1944)
24 травня — Дірк Шуфс, бельгійський контрабасист (*1962)
24 травня — Кіньяс Картал, турецький політик курдського походження (*1900)
25 травня — Свєнціцька Віра Іларіонівна, українська мистецтвознавиця, діячка УВО та ОУН (*1913)
25 травня — Баян Гіззат, татарський учений, мовознавець (*1918)
25 травня — Вінко Пінтарич, хорватський серійний убивця та розбійник (*1941)
26 травня — Ренан Фосфороглу, турецький актор, режисер і театральний художник (*1914)
29 травня — Корал Браун, австралійсько-американська акторка (*1913)
30 травня — Лафаєтт Грін Пул, американський військовик (*1919)
30 травня — Ума Шанкар Дікшит, індійський політик (*1901)
31 травня — Раммал Раммал, ліванський фізик (*1951)

## Червень

Артур Люїс
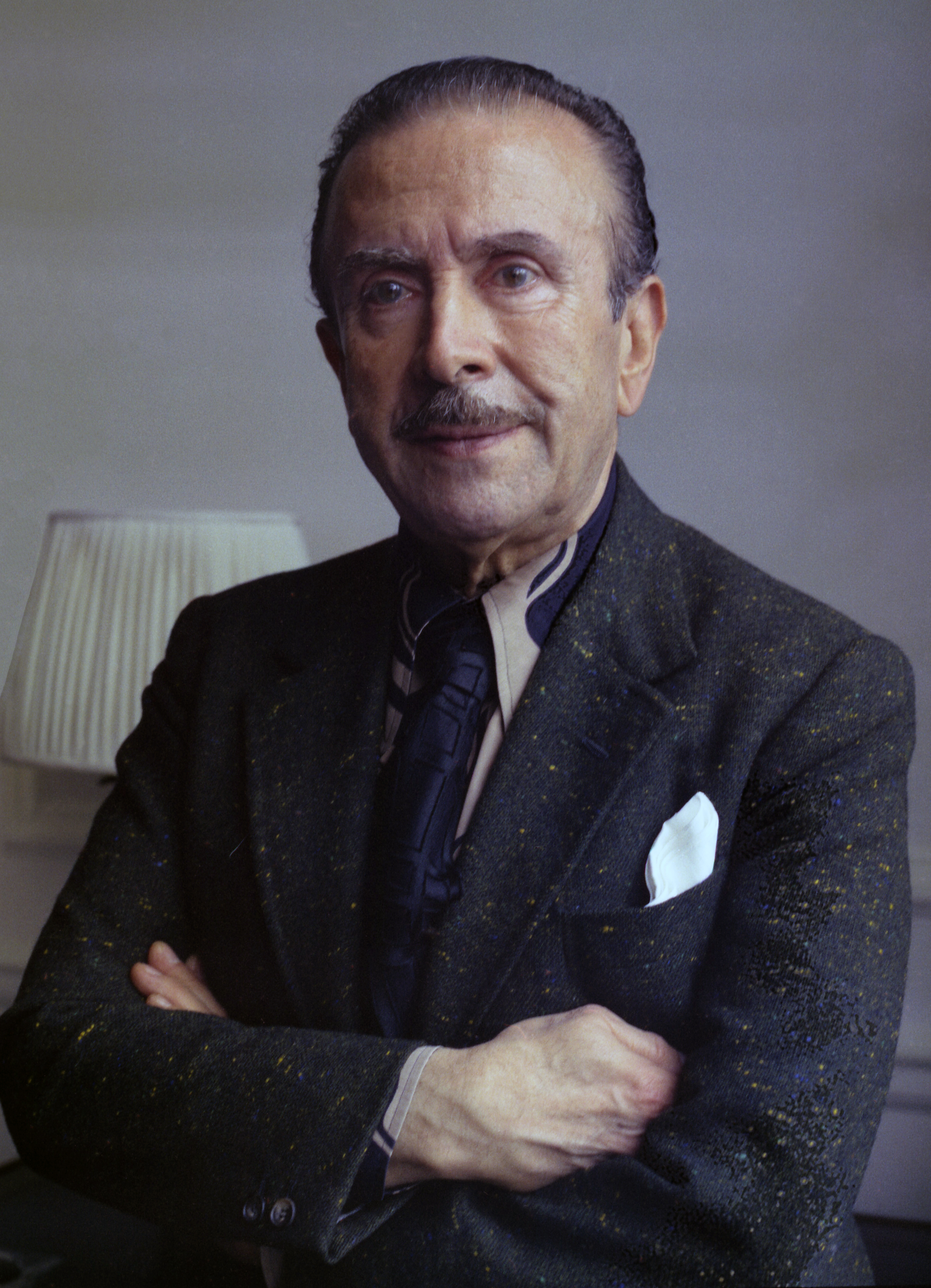
Клаудіо Аррау
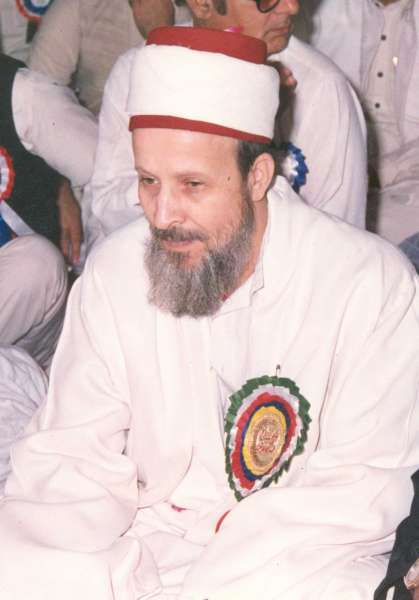
саєд Тахір Алауддін аль-Гілані
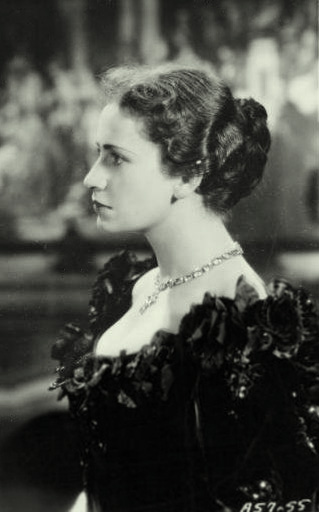
Пеггі Ашкрофт
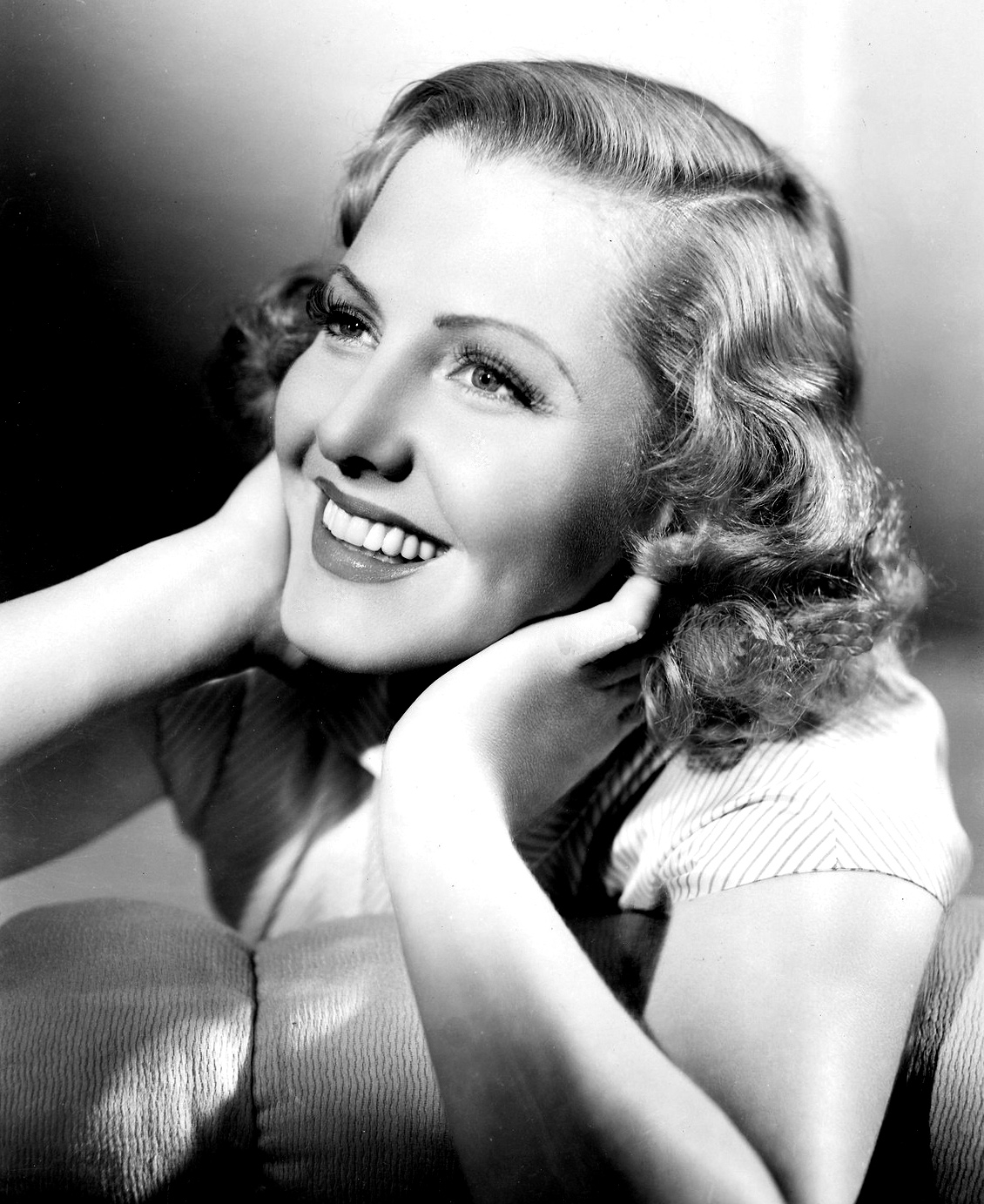
Джин Артур

1 червня — Девід Раффін, американський соул-співак (*1941)
2 червня — Ахмед Аріф, турецько-курдський поет (*1927)
3 червня — Єва Ле Галлієн, американська театральна акторка, продюсерка, режисерка, перекладачка і письменниця британського походження (*1899)
3 червня — Катя і Моріс Крафт, французькі вулканологи та режисери (*1942; *1946)
3 червня — Хосе Піньєра Карвалло, чилійський інженер, дипломат і політик (*1917)
4 червня — Чікіньо Брандао, бразильський актор і музикант (*1952)
5 червня — Хо Чон Сук, північнокорейська політична активістка і чиновниця (*1908)
6 червня — Стен Гетц, американський джазовий саксофоніст (*1927)
7 червня — Антуан Блонден, французький письменник, літературний критик та спортивний журналіст (*1922)
7 червня — Тахір Аллауддін Аль-Кадрі Аль-Гілані, іраксько-пакистанський мусульманський духовний лідер, реформатор суфізму, філософ, ісламський учений і поет (*1932)
8 червня — Гайді Брюль, німецька співачка і акторка (*1942)
8 червня — Вільгельм Шевчик, польський письменник, поет, літературний критик, перекладач, політик (*1916)
8 червня — Ліберо Манконе, італійський мафіозі (*1949)
9 червня — Клаудіо Аррау, чилійський піаніст (*1903)
9 червня — Джо Гамільтон, американський телевізійний продюсер і актор (*1929)
9 червня — Ко Чон Хі, південнокорейський поет (*1948)
9 червня — Цяо Сі, китайський гангстер (*1948)
10 червня — Веркор (Жан Марсель Брюллер), французький письменник, художник-ілюстратор (*1902)
10 червня — Дік Майн, японський співак (*1908)
13 червня — Хо Дзень, в'єтнамський поет (*1916)
14 червня — Пеггі Ашкрофт, англійська акторка (*1907)
15 червня — Артур Люїс, британський економіст, лауреат Нобелівської премії з економіки 1979 (*1915)
15 червня — Абдулла Мубарак ас-Сабах, молодший син засновника сучасної держави Кувейт Мубарака ас-Сабаха (*1914)
15 червня — Вацлав Круль, польський військовий льотчик, ветеран польських військово-повітряних сил у Франції та Великій Британії під час Другої світової війни; після війни — історик і письменник (*1915)
16 червня — Атрощенко Василь Іванович, український хімік-технолог, педагог (*1906)
16 червня — Адіна Мандлова, чеська акторка театру та кіно (*1910)
16 червня — Вікі Браун, англійська співачка (*1940)
18 червня — Джоан Колфілд, американська акторка та модель (*1922)
18 червня — Рональд Аллен, англійський актор (*1930)
18 червня — Селмер Нільсен, норвезький рибалка, який шпигував на користь ГРУ під час Холодної війни (*1931)
19 червня — Джин Артур, американська акторка та викладачка університету (*1900)
20 червня — Міхаель Вестфаль, німецький тенісист (*1965)
21 червня — Клаус Шварцкопф, німецький актор (*1922)
21 червня — Рудра Мохаммад Шахідулла, бангладешський поет (*1956)
23 червня — Леа Падовані, італійська акторка (*1923)
23 червня — Антоніу Жасінту, ангольський поет і політик (*1924)
23 червня — Міхаель Пфлегар, німецький кінорежисер і сценарист (*1933)
24 червня — Ісхак Ахмед, радянський татарський поет (*1905)
24 червня — Руфіно Тамайо, мексиканський живописець і педагог (*1899)
24 червня — Нільс Альрот, шведський актор, комік і виконавець ревю (*1920)
24 червня — Філіп Растеллі, американський бандит, бос ньюйоркської злочинної см'ї Бонанно (*1918)
26 червня — Власта Фабіанова, чеська акторка, декламаторка і театральна педагогиня (*1912)
26 червня — Оллегорд Веллтон, шведська акторка (*1932)
27 червня — Клаас Бруїнсма, голландський наркобарон (*1953)
27 червня — Моллі Гертсема, нідерландський політик і юрист (*1918)
29 червня — Анрі Лефевр, французький марксистський філософ і соціолог (*1901)

## Липень

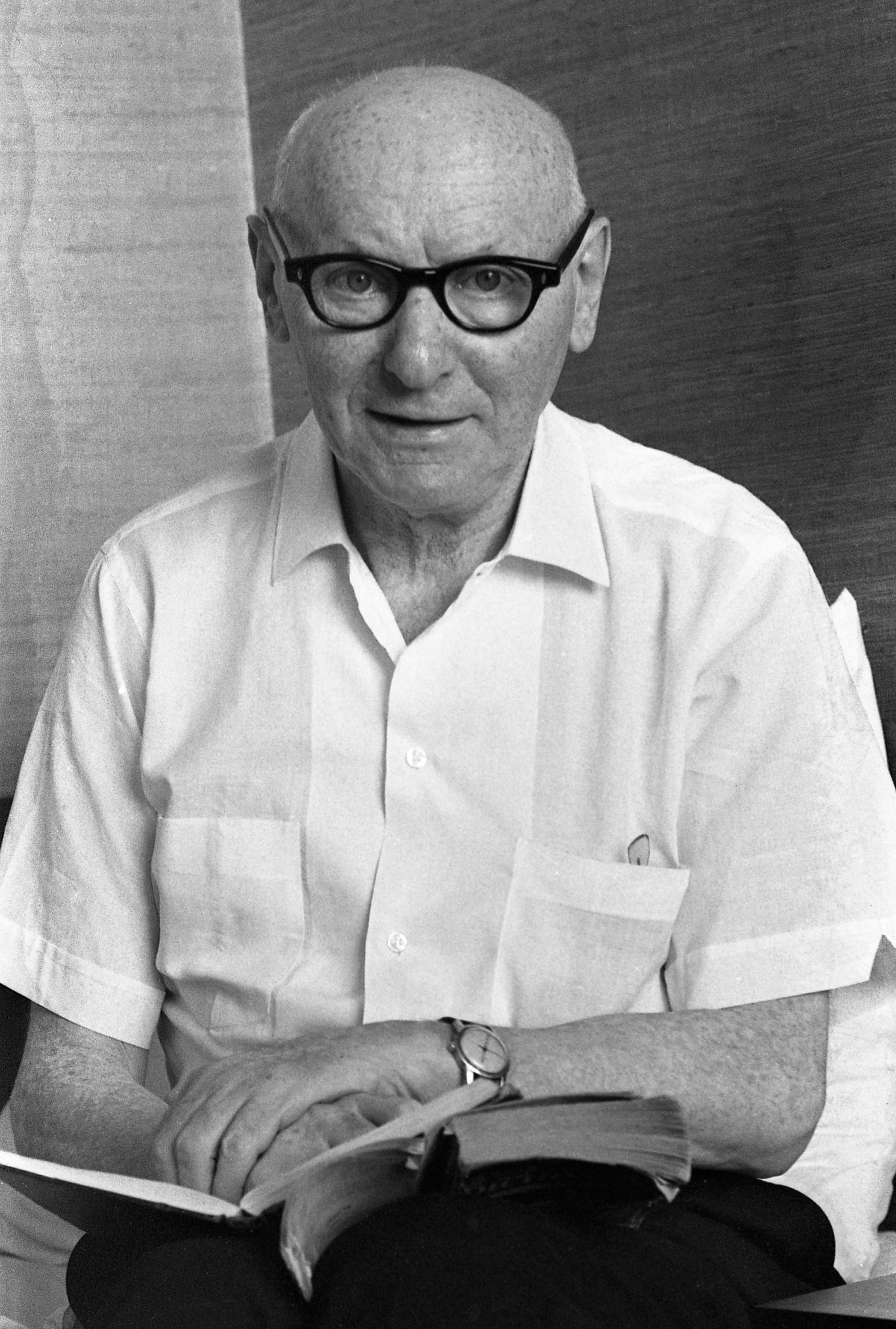
Іцхак Башевіс-Зінгер
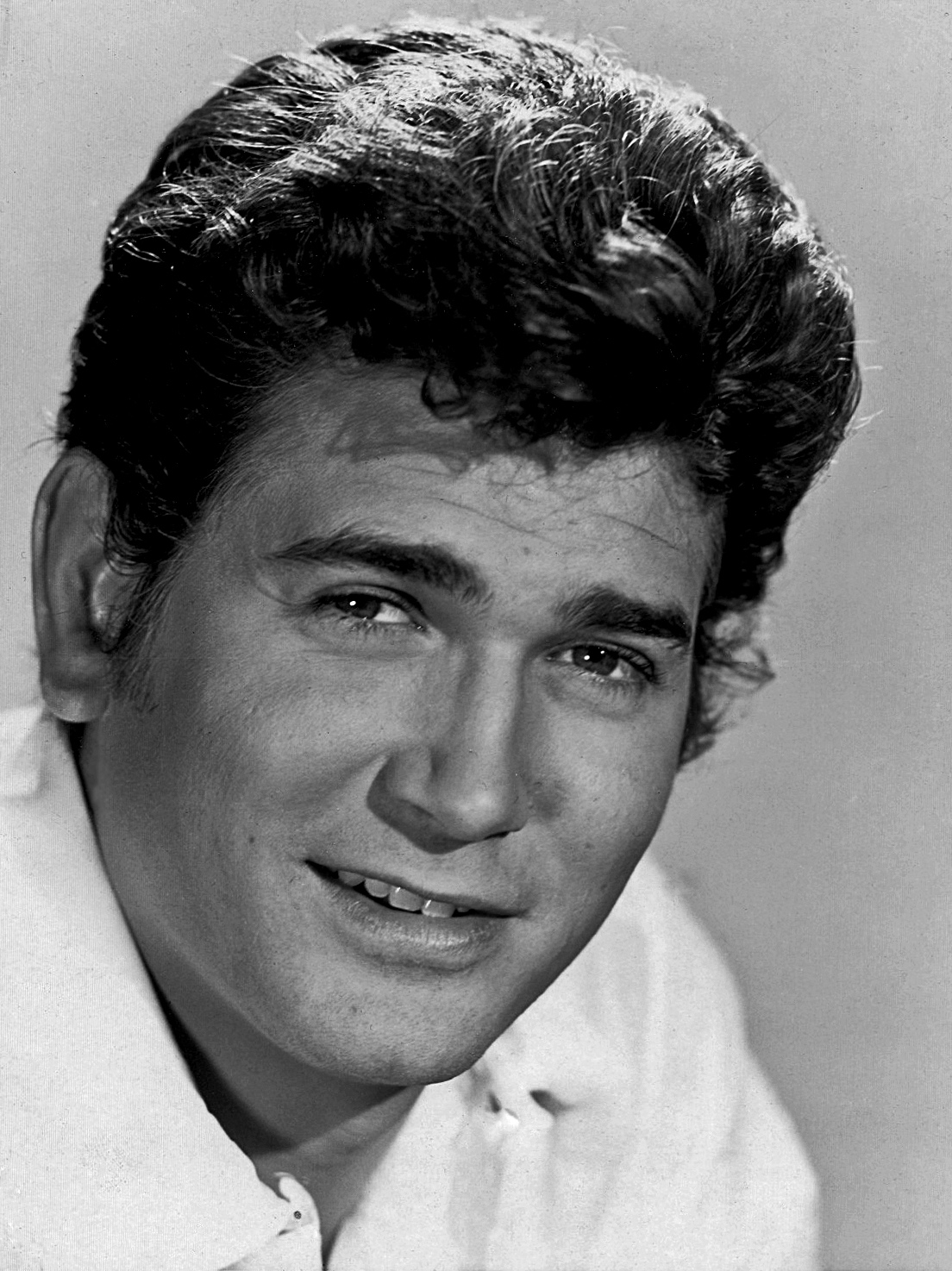
Майкл Лендон
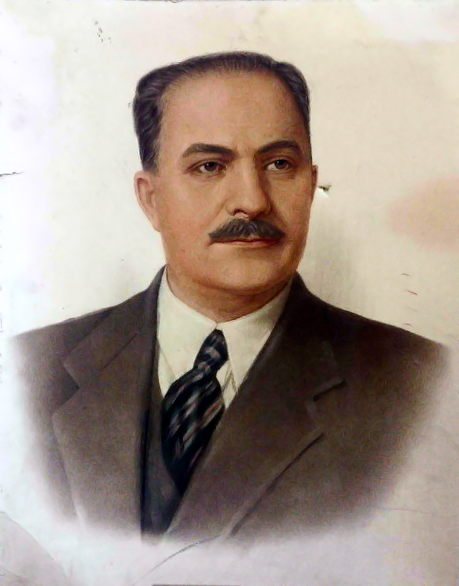
Лазар Каганович

1 липня — Йоахім Кролл, німецький серійний вбивця, розбещувач дітей, некрофіл і канібал (*1933)
1 липня — Майкл Лендон, американський актор і режисер (*1936)
1 липня — Пауло Мендес Кампос, бразильський письменник і журналіст (*1922)
1 липня — Цзян Сяо-Ву, другий син президента Китайської Республіки Цзян Цзін-го (*1945)
2 липня — Лі Ремік, американська акторка (*1935)
2 липня — Тан Кі Чан, гонконзький актор, співак і радіоведучий (*1912)
3 липня — Доллі Анвар, бангладешська акторка театру, телебачення та кіно, письменниця та редакторка журналу (*1948)
3 липня — Ефраїм Урбах, ізраїльський дослідник іудаїзму (*1912)
3 липня — Ле Ван Тім, в'єтнамський учений (*1918)
4 липня — Віктор Чанг, австралійський кардіохірург китайського походження (*1936)
4 липня — Гаура Деві, індійська соціо-екологічна активістка, засновниця руху Чіпко (*1925)
4 липня — Сабіре Айдемір, турецька ветеринарка (*1910)
5 липня — Мілдред Даннок, американська акторка театру та кіно (*1901)
5 липня — Нобуо Накамура, японський актор (*1908)
7 липня — Ведат Айдин, курдський політик у Туреччині та правозахисник (*1953)
7 липня — Франта Коцурек, чеський артист, силач, актор (*1947)
8 липня — Чандра Шекхар Сінґх, прем'єр-міністр Індії (1990—1991) (*1927)
8 липня — Джеймс Франсіскус, американський актор (*1934)
9 липня — Орхан Ханчерліоґлу, турецький письменник (*1916)
10 липня — Альфредо Бузаїд, бразильський юрист, магістрат і професор (*1914)
11 липня — Мохтар Дахарі, малайзійський футболіст (*1953)
11 липня — Хітосі Ігарасі, японський дослідник арабської та перської літератури та історії та перекладач (*1947)
12 липня — У Кежень, китайський (тайванський) військовий пілот (*1950)
13 липня — Альдо Гіра, італійський плавець і ватерполіст (*1920)
14 липня — Морозенко Павло Семенович, український радянський актор театру і кіно (*1939)
15 липня — Берт Конві, американський актор, співак, учасник ігрових шоу та ведучий (*1933)
16 липня — Роберт Матервелл, американський художник абстракціоніст-експресіоніст, гравер і редактор (*1915)
16 липня — Френк Ріццо, американський поліцейський і політик (*1920)
17 липня — Рей Ередіа, іспанський співак і композитор (*1963)
18 липня — Андре Кулс, бельгійський політик (*1927)
18 липня — Маулана Мухаммад Саламатулла Баїг, індійський сунітський мусульманський учений, релігієзнавець (*1911)
18 липня — Міхал Фальцман, польський державний службовець (*1953)
19 липня — Медведєв Юрій Миколайович, радянський російський артист театру і кіно (*1920)
20 липня — Консовський Олексій Анатолійович, радянський російський актор театру, кіно і озвучування (*1912)
20 липня — Чітіра Тірунал Баларама Варма, правитель південноіндійської держави Траванкор (1924—1949) (*1912)
21 липня — Теодор Вілсон, американський актор театру, кіно та телебачення (*1943)
23 липня — Нора Галь, радянська перекладачка англійської та французької літератури російською мовою, літературна критик і теоретик перекладу, редакторка (*1912)
23 липня — Джукей Фудзіока, японський актор (*1933)
24 липня — Іцхак Башевіс-Зінгер, американо-єврейський письменник польського походження, Нобелівська премія з літератури 1978 (*1904)
24 липня — Каїф Бхопалі, індійський поет мовою урду (*1920)
24 липня — Тадеуш Квасьняк, польський педофіл і серійний вбивця (*1951)
25 липня — Каганович Лазар Мойсейович, радянський політик, один із найближчих соратників Йосипа Сталіна (*1893)
25 липня — Лін Лайфу, тайванський злочинець (*1959)
27 липня — Джино Колауссі, італійський футболіст, тренер (*1914)
27 липня — Абдулла Аму, індонезійський борцець за свободу, вчений, губернатор Північного Сулавесі (1966—1967) (*1912)
28 липня — Ван Мін-Дао, китайський протестантський пастор-євангеліст (*1900)
28 липня — Олімпо Карденас, еквадорський співак (*1923)
29 липня — Крістіан де Кастрі, французький командир у битві при Дьєнб'єнфу (Перша індокитайська війна) в 1954 році (*1902)
29 липня — Юсуф Хаттак, пакистанський політик, лівий інтелектуал, юрист, активіст Пакистанського руху (*1917)
31 липня — Міро Барешич, борець за незалежність Хорватії, член терористичної організації «Хорватський національний опір» (*1950)

## Серпень

Іван Кожедуб
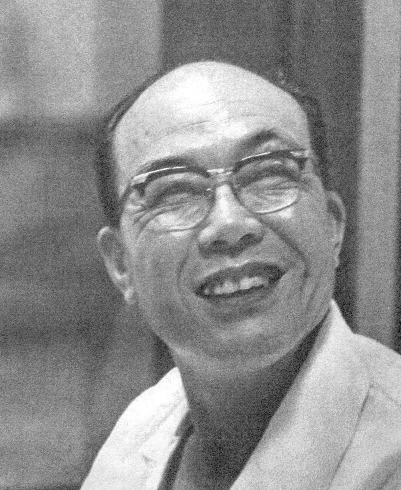
Хонда Сойтіро

1 серпня — Юсуф Ідріс, єгипетський письменник (*1927)
2 серпня — шейх Фахад Аль-Ахмед Аль-Джабер Аль-Сабах, член правлячої родини Кувейту, військовик, бойовик ФАТХ і спортивний адміністратор (*1945)
3 серпня — Алі Сабрі, прем'єр-міністр Єгипту (1962—1965) (*1920)
4 серпня — Драгунов Євген Федорович, радянський конструктор-зброяр (*1920)
4 серпня — Жорже Отто, бразильський актор і танцюрист (*1955)
4 серпня — Кассен, каталонський актор і комік (*1928)
5 серпня — Хонда Сойтіро, японський інженер та підприємець, засновник компанії Honda (*1906)
5 серпня — Пол Браун, тренер з американського футболу і спортивний функціонер (*1908)
5 серпня — Чарльз Брауде, норвезький боксер єврейського походження (*1915)
6 серпня — Шапур Бахтіяр, прем'єр-міністр Ірану в 1979 р. (*1914)
7 серпня — Каліна Єндрусік, польська співачка та акторка (*1930)
8 серпня — Джеймс Ірвін, астронавт США (*1930)
8 серпня — Кожедуб Іван Микитович, український радянський військовик, льотчик-винищувач, найрезультативніший ас авіації Антигітлерівської коаліції під час Другої світової війни (*1920)
8 серпня — Жулісса Гомес, американська гімнастка (*1972)
9 серпня — Шуберт Гамбетта, уругвайський футболіст (*1920)
9 серпня — Челла Делавранча, румунська піаністка, письменниця та викладачка гри на фортепіано (*1887)
9 серпня — вбиті терористами організації «Сяючий шлях»:
- Міхал Томашек[pl], польський священник-францисканець-конвентуал, місіонер і мученик, блаженний Католицької Церкви (*1960)
- Збігнєв Стшалковський[pl], польський священник-францисканець-конвентуал, місіонер і мученик, блаженний Католицької Церкви (*1958)

10 серпня — Денні Касоларо, американський письменник-фрілансер (*1947)
10 серпня — Лу Чонг Лу, в'єтнамський поет, драматург і прозаїк (*1911)
12 серпня — Лінь Фенмянь, китайський художник (*1900)
13 серпня — Джеймс Рузвельт, американський бізнесмен, морський піхотинець, активіст і політик Демократичної партії; старший син президента США Франкліна Д. Рузвельта та Елеонори Рузвельт (*1907)
14 серпня — Котик Богдан Дмитрович, український радянський діяч, голова Львівського міськвиконкому (1989—1990), народний депутат України 1-го скликання (*1936)
15 серпня — Алі Абу Нувар, офіцер йорданської армії (*1925)
15 серпня — Кейчі Накаї, японський якудза та політик (*1924)
16 серпня — Луїджі Дзампа, італійський кінорежисер, сценарист (*1905)
17 серпня — Талгат Міннебаєв, татарський журналіст, доктор філологічних наук, викладач університету (*1953)
19 серпня — Ганс ван дер Лаан, голландський бенедиктинський монах і архітектор (*1904)
19 серпня — Кім Дон Йон, південнокорейський політик (*1936)
19 серпня — Мартінус Антоніус Веселінус Брауер, індонезійський психолог нідерландського походження (*1923)
20 серпня — Калман Кахана, ізраїльський політик і журналіст, підписант Декларації незалежності Ізраїлю (*1910)
22 серпня — Колін Дюгерст, канадська й американська театральна та кіноакторка (*1924)
22 серпня — Пуго Борис Карлович, міністр внутрішніх справ СРСР, член ГКЧП (*1937)
22 серпня — Фам Дінь Чуонг, в'єтнамський музикант (*1929)
23 серпня — Агнеш Немеш Надь, угорська поетеса, педагогиня та перекладачка (*1922)
23 серпня — Енн Кодрі, французька акторка (*1957)
24 серпня — Ахромеєв Сергій Федорович, радянський воєначальник, Герой Радянського Союзу (*1923)
25 серпня — Зарудний Микола Якович, український радянський письменник, сценарист (*1921)
25 серпня — Шигейосі Мацумае, японський інженер-електрик, винахідник, політик і засновник Токайського університету (*1901)
26 серпня — Абдул Азіз Махмуд, єгипетський співак (*1914)
27 серпня — Герман, патріарх Сербії (1958—1990) (*1899)
27 серпня — Науменко Михайло Васильович, радянський рок-музикант, засновник і лідер групи «Зоопарк» (*1955)
27 серпня — П'єр Буске, французький журналіст і ультраправий політик (*1919)
28 серпня — Вінс Тейлор, британський рок-музикант (*1939)
29 серпня — Ліберо Грассі, італійський виробник одягу, убитий мафією (*1924)
30 серпня — Газіз Кашапов, татарський письменник, журналіст (*1942)
30 серпня — Джаміль аль-Рахман, афганський сунітський салафітський воєначальник (*1939)
30 серпня — Жан Тінгелі, швейцарський скульптор (*1925)
31 серпня — Сіті Сукаптіна Сунаріо Мангунпуспіто, індонезійська феміністка й політикиня (*1907)
серпень — Соруш Катіба, іранський політичний активіст (*1958)

## Вересень

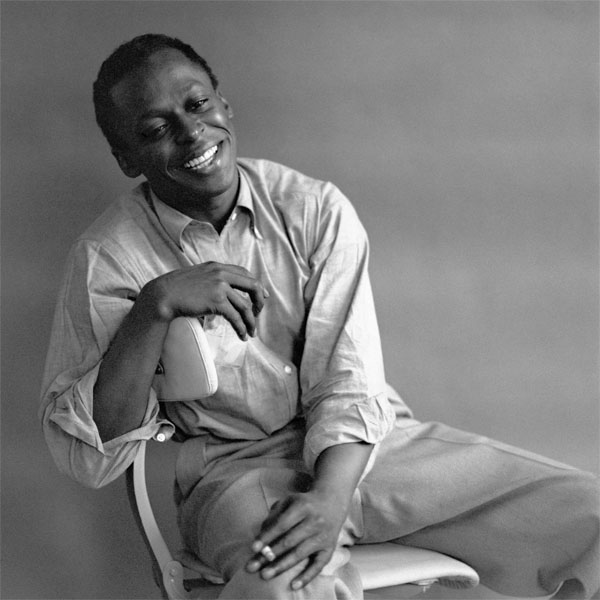
Майлз Девіс
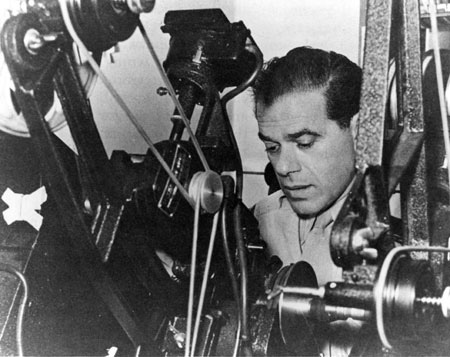
Френк Капра
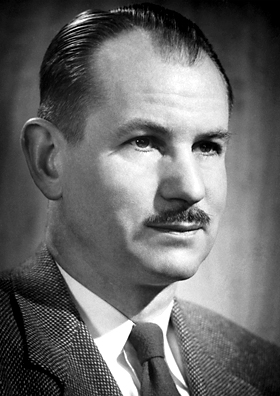
Едвін Маттісон Макміллан
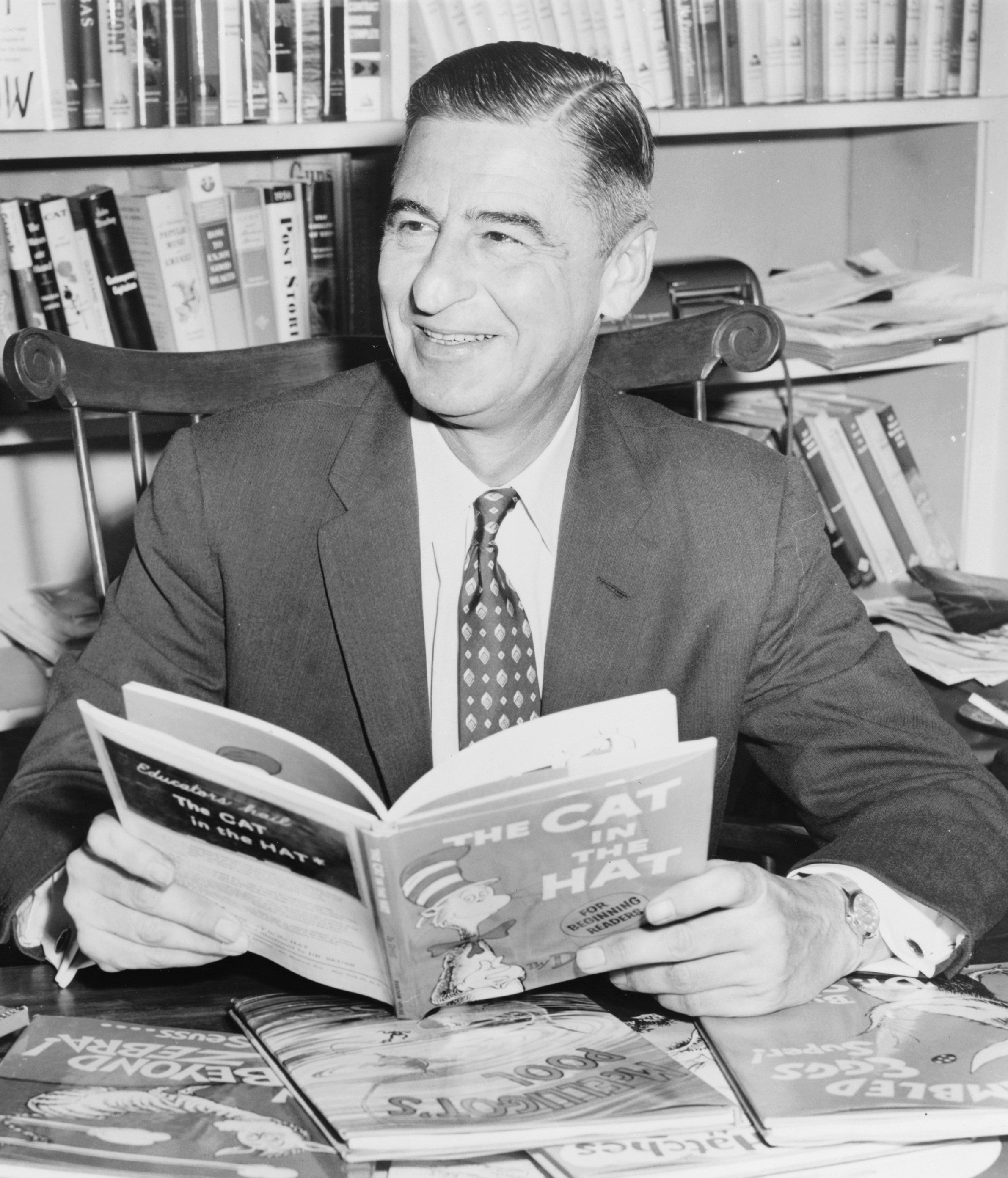
Д-р Сьюз
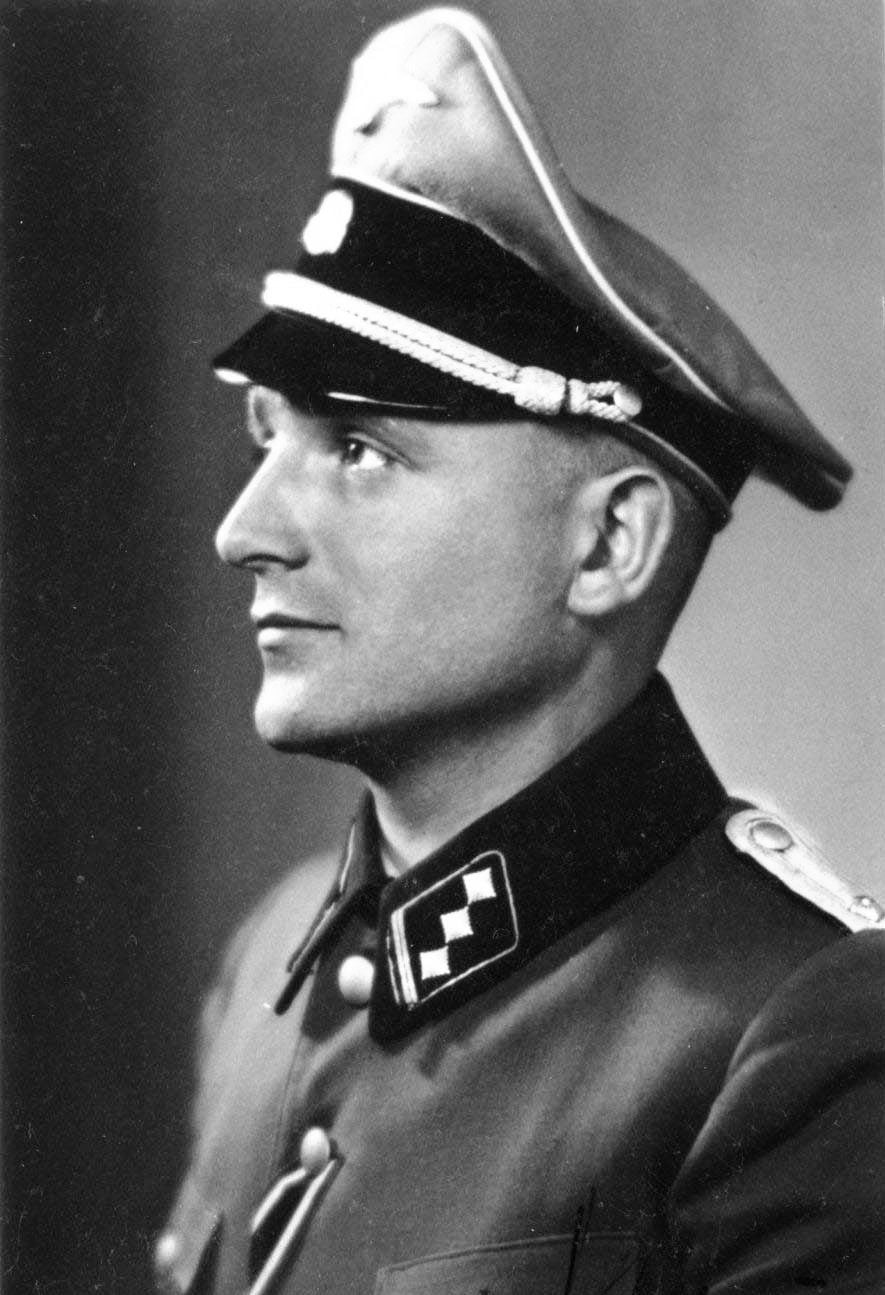
Клаус Барбі
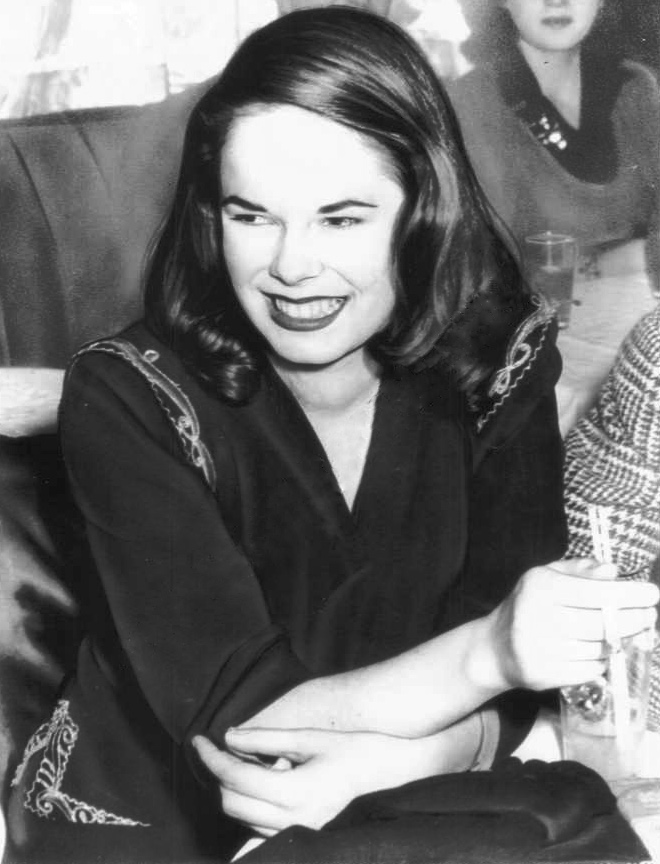
Уна О'Нілл
Зеновій Красівський

1 вересня — Отл Айчер, німецький графічний дизайнер та типограф (*1922)
2 вересня — Альфонсо Гарсія Роблес, мексиканський державний і політичний діяч, дипломат, Нобелівська премія миру 1982 (*1911)
2 вересня — Френк Дональд Дрейк, американський астроном (*1930)
3 вересня — Френк Капра, американський кінорежисер і продюсер італійського походження (*1897)
3 вересня — Такамаса Іші, японський якудза (*1924)
3 вересня — Шамбхунат Сінгх, індійський письменник мовою хінді, борець за свободу, поет і громадський діяч (*1916)
4 вересня — Чарлі Барнет, американський джазовий саксофоніст, диригент (*1913)
4 вересня — Анрі де Любак, французький священник-єзуїт і кардинал, теолог (*1896)
4 вересня — Дотті Вест, американська кантрі-співачка та авторка пісень, а також акторка (*1932)
4 вересня — Том Трайон, американський актор і прозаїк (*1926)
5 вересня — принцеса Фахроніса Зейд, турецька художниця (*1901)
6 вересня — Дональд Генрі Гаскінс, американський серійний вбивця та ґвалтівник (*1933)
7 вересня — Едвін Маттісон Макміллан, американський фізик, Нобелівська премія з хімії 1951 (*1907)
7 вересня — Пеггі Рош, французька модель, стилістка і модна редакторка (*1929)
8 вересня — Бред Девіс, американський актор театру і кіно (*1949)
8 вересня — Алекс Норт, американський композитор (*1910)
8 вересня — Нг Сік-хо, гонконгський наркобарон і бос тріади (*1930)
9 вересня — Кончетто Ло Белло, італійський футбольний арбітр (*1924)
9 вересня — Оке Холмберг, шведський письменник і перекладач (*1907)
10 вересня — Джек Кроуфорд, австралійський тенісист (*1908)
10 вересня — Романов Микола Якович, радянський актор театру і кіно (*1908)
10 вересня — Ян Юзеф Ліпський, польський публіцист, критик, історик літератури (*1926)
10 вересня — Ейла Пехконен, фінська акторка (*1924)
10 вересня — Зубайр Джхара Пахалван, пакистанський борець (*1960)
11 вересня — Тітіана Міхалі, румунська виконавиця традиційної музики з Марамурешу (*1950)
12 вересня — Кріс фон Еріх, американський професійний борець (*1969)
13 вересня — Метін Октай, турецький футболіст (*1936)
13 вересня — Аркадія Лейк, американська порноакторка (*1958)
13 вересня — Барух Ашлаг, ізраїльський каббаліст (*1907)
13 вересня — Галина Буйно-Лоза, польська театральна акторка і танцюристка (*1907)
14 вересня — Джон Кінг Фербенк, американський історик Китаю та відносин між США та Китаєм (*1907)
14 вересня — Мечислав Чехович, польський актор (*1930)
15 вересня — Джон Хойт, американський актор (*1905)
15 вересня — Джордже Божович, сербський злочинець і польовий командир під час Югославських воєн (*1955)
16 вересня — Муріло Рубіао, бразильський письменник (*1916)
16 вересня — Рональд ДеВольф, син засновника саєнтології Л. Рона Хаббарда (*1934)
17 вересня — Ірадж Назерян, іранський актор дубляжу (*1939)
17 вересня — Сун Шилун, генерал Народно-визвольної армії Китаю (*1907)
20 вересня — Красівський Зеновій Михайлович, український поет, літератор, громадський діяч, радянський дисидент (*1929)
22 вересня — Дурга Хоте, індійська акторка (*1905)
22 вересня — Тіно Касаль, іспанський співак, автор пісень і продюсер (*1950)
23 вересня — Юе-Конг Пао, гонконгський підприємець-мільярдер і філантроп (*1918)
24 вересня — Доктор Сьюз (Теодор Сьюз Гейзел), американський дитячий письменник, поет та художник (*1904)
25 вересня — Вівіан Романс, французька акторка (*1912)
25 вересня — Клаус Барбі, гауптштурмфюрер СС, німецький нацистський військовий злочинець (*1913)
25 вересня — Еліс Літкенс, шведська письменниця (*1897)
27 вересня — Попадюк Василь Іванович, український музикант-сопілкар, засновник фольклорного ансамблю «Троїсті музики», народний артист УРСР (*1940)
27 вересня — Стефан Кіселевський, польський прозаїк, педагог, депутат Сейму Польської Народної Республіки (*1911)
27 вересня — Уна О'Нілл, четверта дружина Чарлі Чапліна (*1925)
27 вересня — Ерік Ліпінський, польський художник, сатирик, карикатурист, есеїст (*1908)
27 вересня — Карл-Хайнц Кепке, німецький телеведучий і диктор (*1922)
28 вересня — Майлз Девіс, американський джазовий трубач, бенд-лідер і композитор (*1926)
29 вересня — Векслер Юрій Абрамович, радянський кінооператор і сценарист (*1940)
29 вересня — Мілан Тепіч, військовик Югославської народної армії під час Хорватської війни за незалежність (*1957)
30 вересня — Чагас Фрейташ, бразильський журналіст і політик (*1914)
30 вересня — Тома Здравкович, сербський співак, композитор і поет (*1938)
30 вересня — Осман Альянак, турецький футболіст і актор (*1911)
30 вересня — Шмуель Гонен, ізраїльський генерал (*1930)

## Жовтень

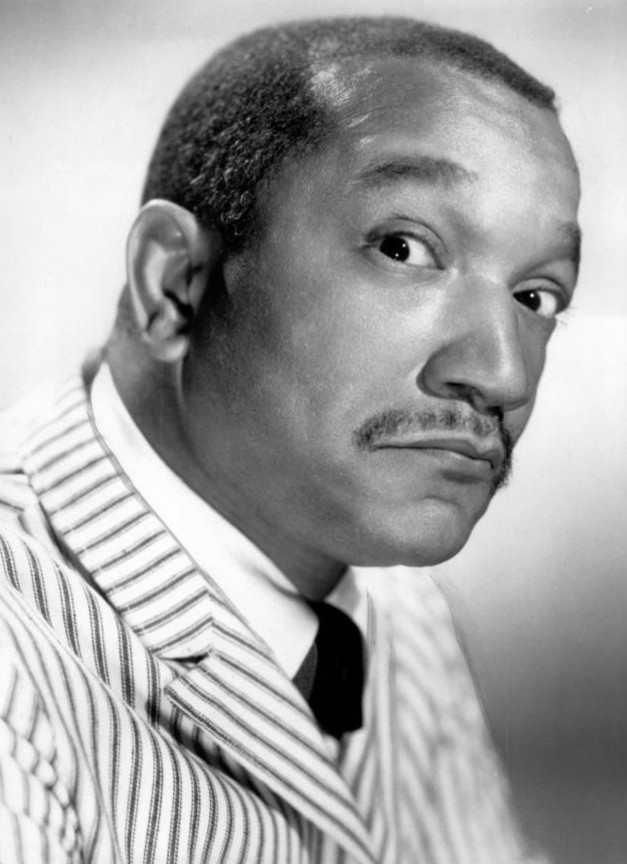
Ред Фокс
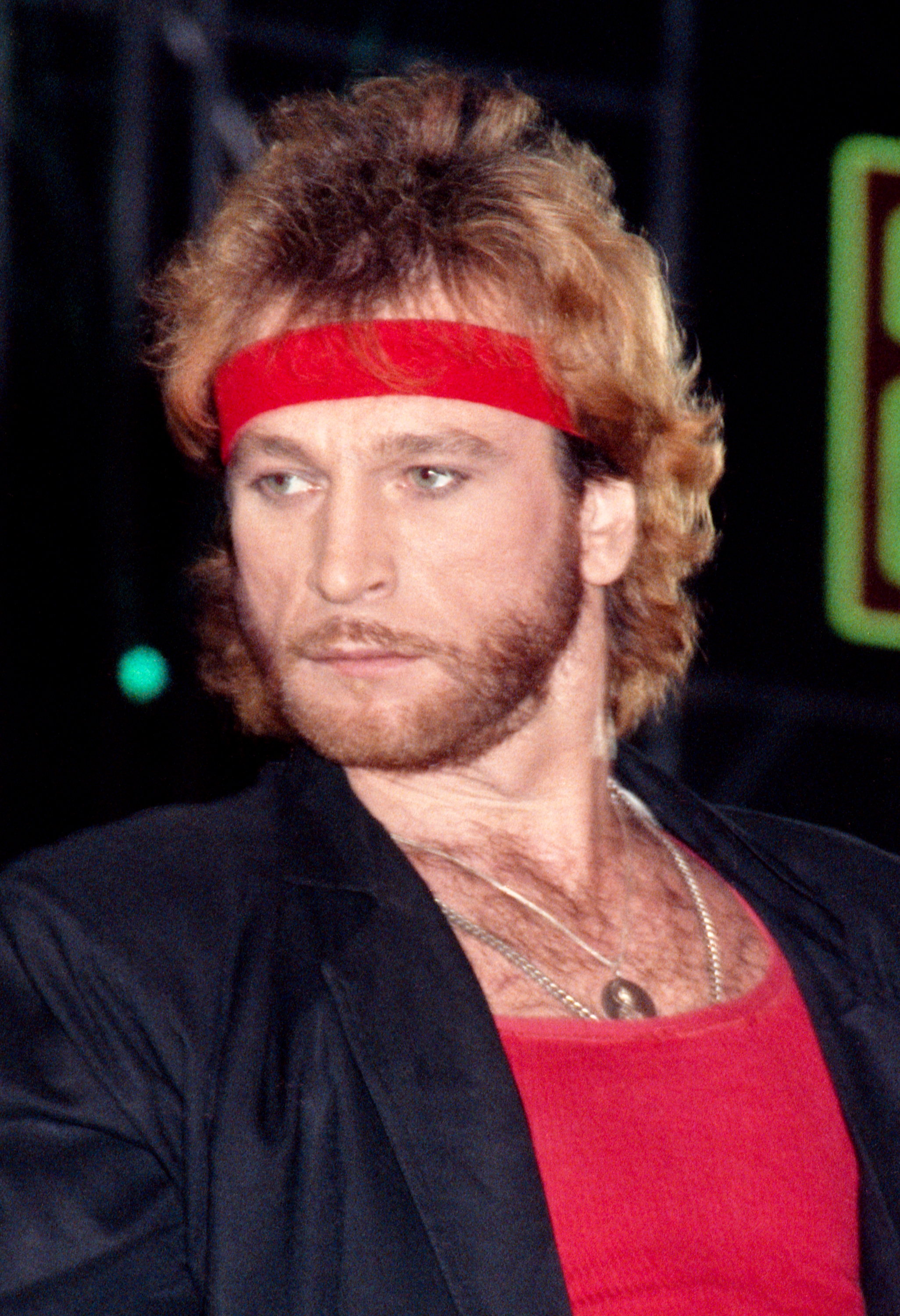
Ігор Тальков
Аркадій та Борис Стругацькі
патріарх Димитрій I

2 жовтня — Димитрій I, патріарх Константинопольський з 1972 р. (*1914)
2 жовтня — Марія Аурелія Капмані, каталонська письменниця, драматургиня і есеїстка, а також активістка (*1918)
3 жовтня — Макс Кантор, американський журналіст і актор (*1959)
5 жовтня — Глорія Коссак, польська художниця, поетеса (*1941)
5 жовтня — Рамнат Ґоенка, індійський газетний видавець (*1904)
6 жовтня — Тальков Ігор Володимирович, радянський і російський поет, співак, актор і композитор (*1956)
7 жовтня — Наталія Гінзбург, італійська письменниця, драматургиня, акторка, активістка та політична діячка (*1916)
7 жовтня — Валеріан Панько, польський юрист, професор права, активіст демократичної опозиції часів ПНР, депутат Сейму Республіки Польща (*1941)
7 жовтня — Лео Дюрошер, американський професійний бейсболіст, менеджер і тренер (*1905)
8 жовтня — Марія Ланг, шведська письменниця, педагог, музичний критик (*1914)
9 жовтня — Лесів Ярослав Васильович, український радянський дисидент, політв'язень, член Української Гельсінської групи (*1943)
9 жовтня — Мануель Сальсідо Узета, мексиканський наркоторговець (*1946)
9 жовтня — Рой Блек, німецький шлагерний співак і актор (*1943)
10 жовтня — Анджей Зауха, польський співак (*1949)
10 жовтня — Джейкоб Далін, шведський теле- та радіоведучий (*1952)
10 жовтня — Зузанна Лесняк, польська театральна акторка (*1965)
10 жовтня — Цунео Хасегава, японський альпініст (*1947)
11 жовтня — П'єтро Ферраріс, італійський футболіст (*1912)
11 жовтня — Сухаревська Лідія Петрівна, радянська російська акторка театру і кіно (*1909)
11 жовтня — Голам Самдані Кораїші, бангладешський поет і письменник (*1929)
11 жовтня — Нарсіс де Каррерас, іспанський юрист, політик і президент ФК «Барселона» (*1905)
11 жовтня — Ред Фокс, американський стендап-комік і актор (*1922)
12 жовтня — Стругацький Аркадій Натанович, радянський письменник, сценарист, перекладач, співавтор свого брата Бориса Стругацького (*1925)
12 жовтня — Алін Макмехон, американська акторка (*1899)
12 жовтня — Нарсісо Доваль, аргентинський футболіст (*1944)
13 жовтня — Аднан Ерсьоз, турецький генерал (*1917)
15 жовтня — Єжи Груба, польський генерал часів ПНР (*1935)
15 жовтня — Хань Ін Чі, гонконзький актор (*1927)
15 жовтня — Хотце де Рус, нідерландський дитячий письменник (*1909)
16 жовтня — Баррі Вонг, гонконгський сценарист, кінопродюсер і актор (*1946)
16 жовтня — Оле Бейх, датський музикант, бас-гітарист Guns N' Roses (*1955)
16 жовтня — Тонні Хурдеман, нідерландська акторка та акторка озвучування (*1922)
17 жовтня — Суміко Кійоока, японська фотографка (*1921)
17 жовтня — Теннессі Ерні Форд, американський співак і телеведучий (*1919)
19 жовтня — Ян Зєя, польський священник, військовик, громадський діяч, перекладач, публіцист і релігійний письменник (*1897)
20 жовтня — Єгуда Цадка, сефардський рабин і голова єшиви в Єрусалимі (*1910)
20 жовтня — Найма Аль-Сагір, єгипетська акторка (*1931)
22 жовтня — Хачіро Касуга, японський співак енка (*1924)
24 жовтня — Джин Родденберрі, американський сценарист і продюсер (*1921)
24 жовтня — Ісмат Чугтаї, індійська письменниця мовою урду (*1915)
25 жовтня — Білл Грем, американський імпресаріо німецького походження та промоутер рок-концертів (*1931)
26 жовтня — Абдул Кадер Ісса, сирійський сунітський мусульманський учений (*1920)
27 жовтня — Анджей Пануфнік, польський композитор та диригент (*1914)
27 жовтня — Пайк Кох, нідерландський художник (*1901)
28 жовтня — Акрам Оджех, сирійський бізнесмен (*1918)
28 жовтня — Біллі Райт, американський співак (*1918)
28 жовтня — Сильвія Файн, американська письменниця, композиторка і продюсерка (*1913)
29 жовтня — Саба Акбарабаді, пакистанський поет, журналіст, перекладач і прозаїк мовою урду (*1908)
29 жовтня — Хуан Чун-пі, китайський художник та педагог (*1898)

## Листопад

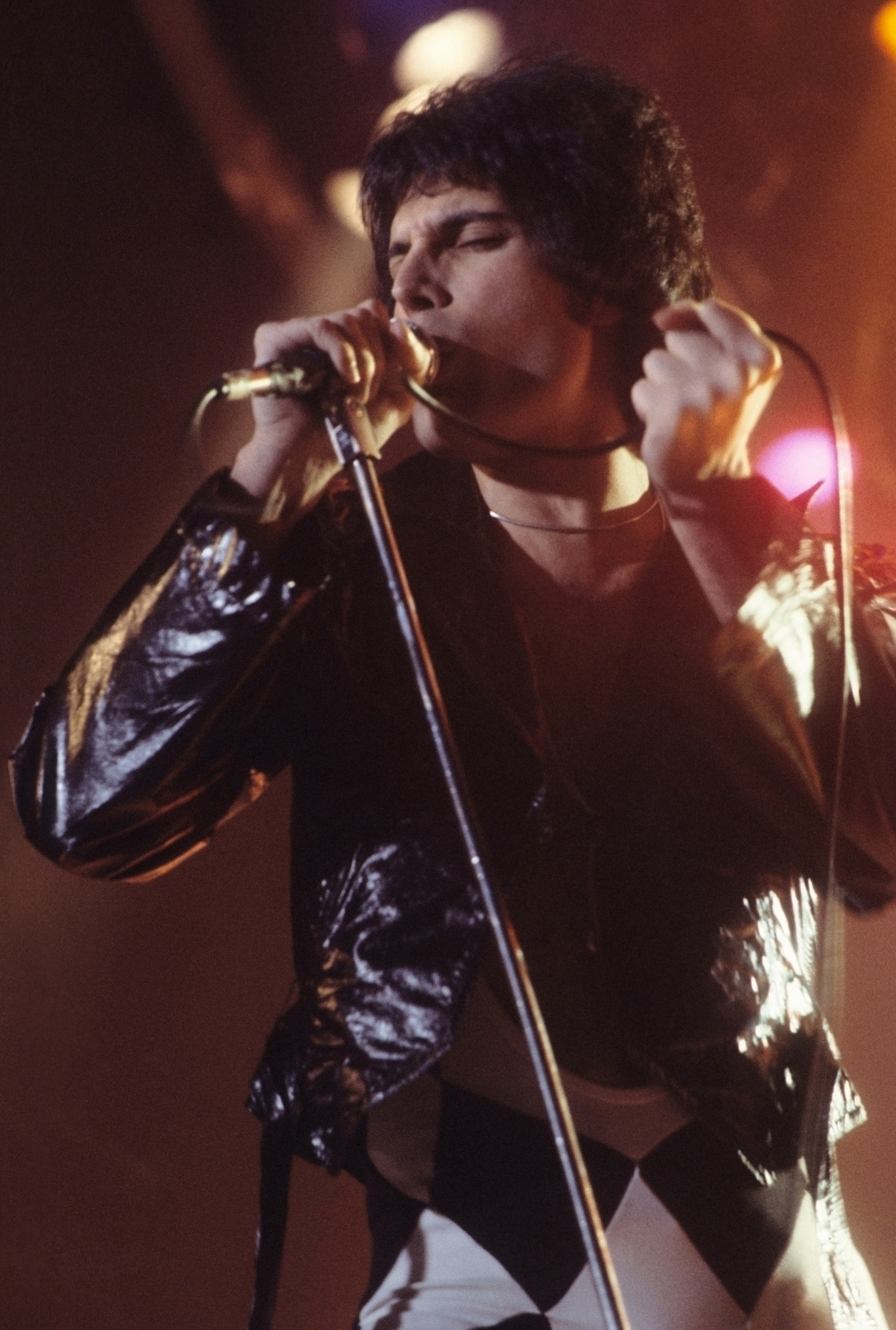
Фредді Мерк'юрі
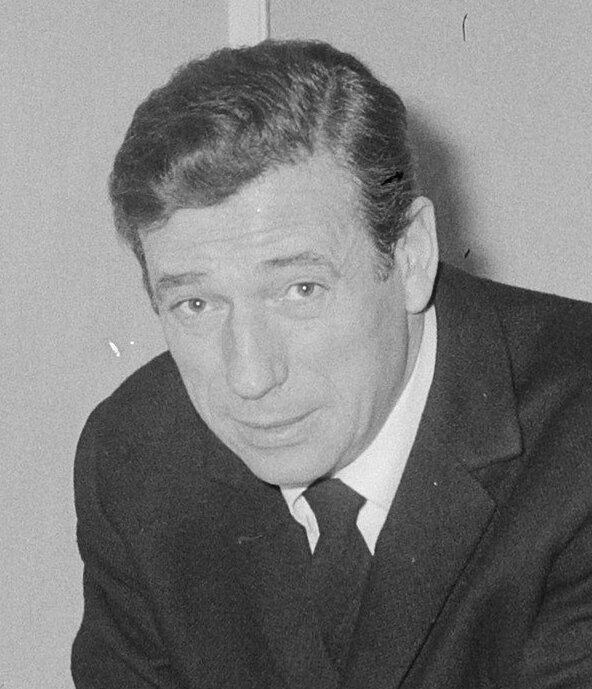
Ів Монтан
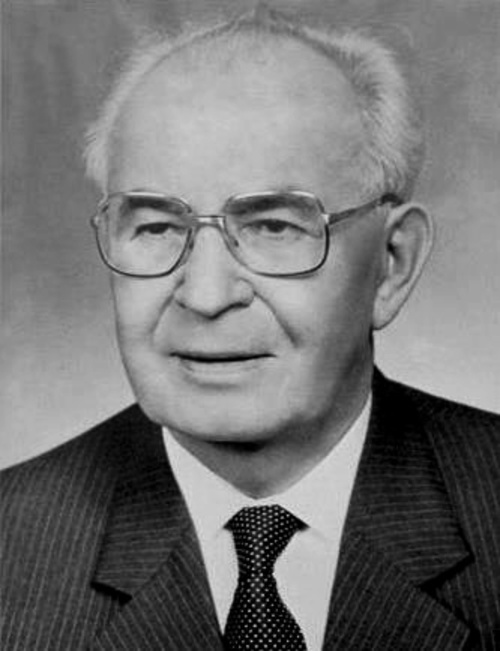
Ґустав Гусак
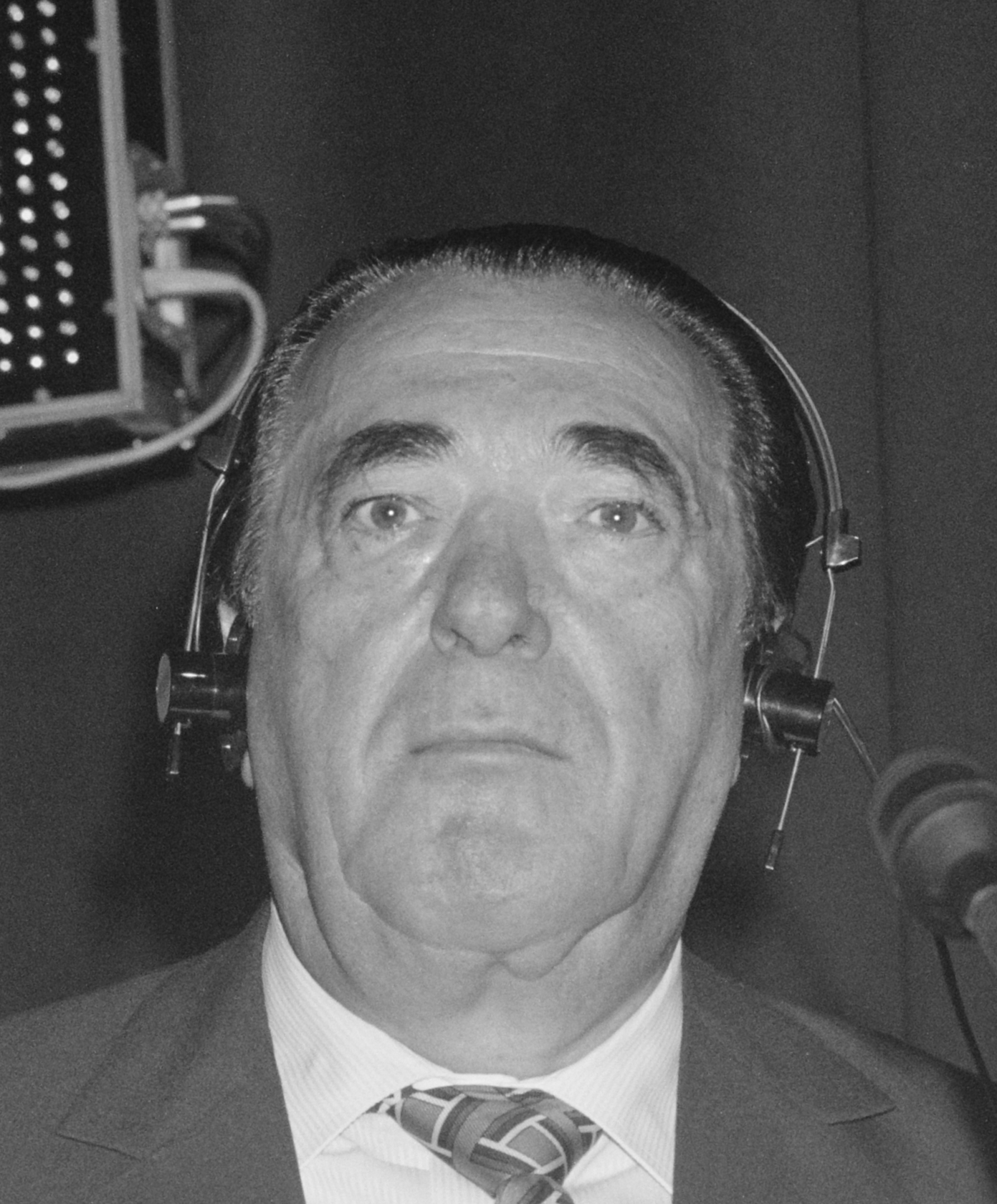
Роберт Максвелл
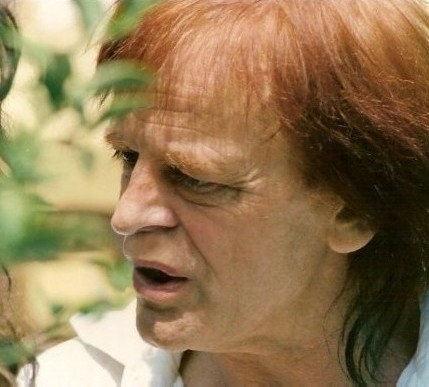
Клаус Кінскі
Зиновія Франко
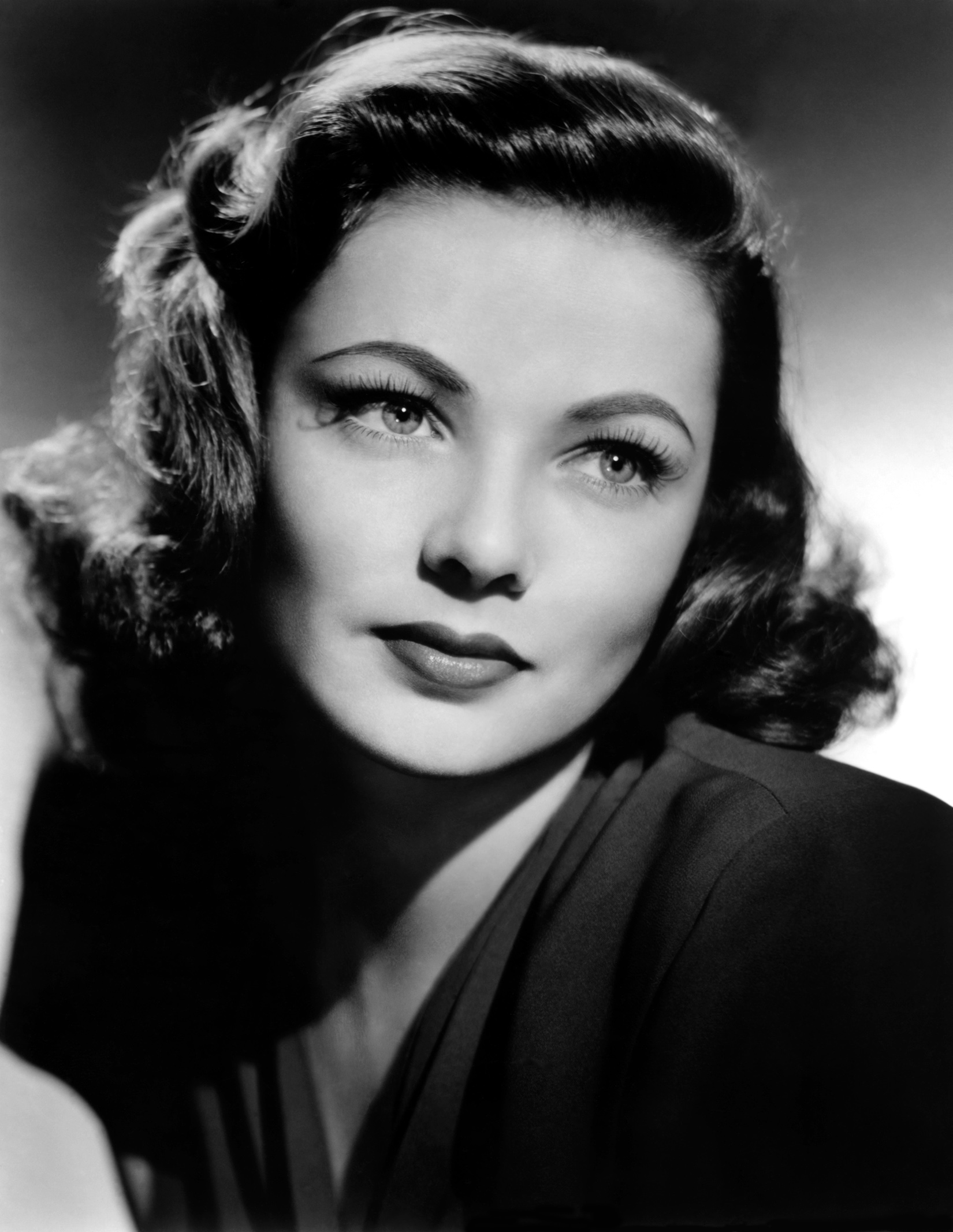
Джин Тірні

1 листопада — Гуннар Грен, шведський футболіст (*1920)
2 листопада — Ганнес Мессемер, німецький актор (*1924)
2 листопада — Десіо Роберто, бразильський актор (*1958)
2 листопада — Ірвін Аллен, американський кіно- та телевізійний продюсер і режисер (*1916)
2 листопада — Йосеф Альмогі, ізраїльський політик (*1910)
2 листопада — Морт Шуман, американський співак, піаніст і автор пісень (*1938)
2 листопада — Чон Чон Хва, корейська активістка за незалежність періоду японської окупації (*1900)
3 листопада — Роман Вільгельмі, польський актор (*1936)
3 листопада — Бірендра Крішна Бхадра, індійський радіоведучий, драматург, актор і театральний режисер (*1905)
4 листопада — Хікосабуро Оконогі, японський політик (*1928)
5 листопада — Роберт Максвелл, британський медіамагнат, видавець і власник газет, лорд (*1923)
5 листопада — Фред МакМюррей, американський актор (*1908)
6 листопада — Джин Тірні, американська акторка (*1920)
6 листопада — Атаолла Захед, іранський актор театру, телебачення та кіно, кінорежисер, кінопродюсер, сценарист, вихователь, актор озвучування (*1915)
7 листопада — Том з Фінляндії, фінський художник (*1920)
7 листопада — Гастон Моннервіль, французький радикальний політик і юрист (*1897)
8 листопада — Сабоктакін Салоор, іранський журналіст та письменник (*1923)
8 листопада — Франтішек Гусак, чеський актор (*1936)
9 листопада — Ів Монтан, французький актор та шансоньє італійського походження (*1921)
9 листопада — Яна Дітетова, чехословацька кіноакторка (*1926)
10 листопада — Дік Синяк, американський професійний борець, промоутер і футболіст (*1929)
10 листопада — Монтсеррат Ройґ, каталонська письменниця (*1946)
12 листопада — Габріеле Тінті, італійський актор (*1932)
12 листопада — Діана Брюстер, американська телевізійна акторка (*1931)
12 листопада — Юхані Кумпулайнен, фінський актор і режисер (*1925)
13 листопада — Генрик Боровський, польський актор (*1910)
14 листопада — Константін Кіріце, румунський письменник (*1925)
14 листопада — Тоні Річардсон, британський кінорежисер, сценарист і продюсер (*1928)
14 листопада — Цзен Сюемінг, китайська акушерка, дружина Хо Ші Міна (*1905)
15 листопада — Марта Мірська, польська співачка (альт) (*1918)
16 листопада — Го Тінлян, китайський (тайванський) військовик (*1921)
16 листопада — убиті в перестрілці в комплексі Локхандвала (Мумбаї, Індія):
- Діліп Бува[en], індійський гангстер (*1962)
- Мая Долас[en], індійський гангстер (*1966)

17 листопада — Адріан Квіст, австралійський тенісист (*1913)
17 листопада — Франко Зиновія Тарасівна, українська мовознавиця, літературознавиця, публіцистка, громадська діячка; онучка Івана Франка (*1925)
17 листопада — Моріс Банах, німецький футболіст (*1967)
18 листопада — Ґустав Гусак, президент Чехословаччини (1975—1989) (*1913)
18 листопада — Клаудіо Сицилія, італійський мафіозі (*1948)
18 листопада — Тумпал Доріанус Пардеде, індонезійський бізнесмен (*1916)
19 листопада — Оболенський Леонід Леонідович, радянський і російський актор, кінорежисер, звукорежисер, художник-декоратор, педагог, журналіст (*1902)
20 листопада — Хельга Ганеман, східнонімецька артистка (*1937)
21 листопада — Друніна Юлія Володимирівна, радянська поетеса та письменниця, учасниця Другої світової війни (*1924)
22 листопада — Імаї Тадасі, японський кінорежисер і сценарист (*1912)
23 листопада — Клаус Кінскі, німецький актор театру і кіно (*1926)
23 листопада — Кен Уехара, японський актор (*1909)
24 листопада — Фредді Мерк'юрі, британський співак, автор пісень і музичний продюсер, вокаліст та клавішник рок-гурту Queen (*1946)
24 листопада — Ерік Карр, американський музикант, барабанщик рок-гурту Kiss (*1950)
25 листопада — Елеонор Одлі, американська акторка (*1905)
25 листопада — Кнут Колстад, норвезький офіцер і політик (*1911)
26 листопада — Енцо Черузіко, італійський актор (*1937)
26 листопада — Дел Берті, американський актор (*1921)
27 листопада — Вілем Флюссер, бразильський письменник, філософ і журналіст чеського походження (*1920)
28 листопада — Славський Юхим Павлович, радянський державний і партійний діяч, тричі Герой Соціалістичної Праці, один з керівників проєкту зі створення радянської ядерної зброї, пізніше — керівник радянської атомної промисловості (*1898)
28 листопада — Моше Леві, ізраїльський вбивця (*1950)
29 листопада — Маріо Шельба, прем'єр-міністр Італії з 1954 по 1955 р. (*1901)
29 листопада — Ральф Белламі, американський актор (*1904)

## Грудень

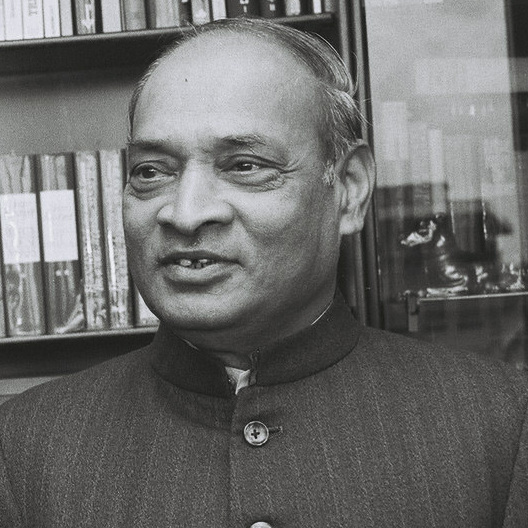
П. В. Нарасімха Рао
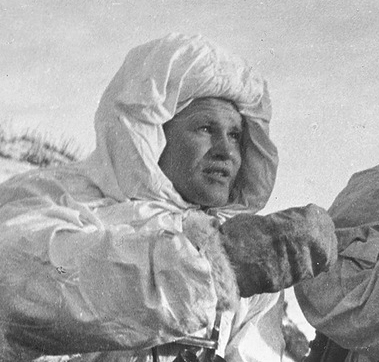
Василь Зайцев

1 грудня — Джордж Стіглер, американський економіст, лауреат Нобелівської премії з економіки 1982 (*1911)
1 грудня — Пат О'Келлаган, ірландський легкоатлет, метальник молота (*1906)
2 грудня — Бімал Мітра, індійський письменник бенгальською мовою (*1912)
2 грудня — Міклош Калочай, угорський актор (*1950)
2 грудня — Цай Ванчунь, тайванський підприємець (*1916)
3 грудня — Петре Цуцеа, румунський філософ, журналіст і економіст (*1902)
4 грудня — Кліфф Бастін, англійський футболіст (*1912)
5 грудня — Аад Мансвельд, нідерландський футболіст (*1944)
5 грудня — Беате Ульбріхт, прийомна донька першого секретаря Соціалістичної єдної партії НДР Вальтера Ульбріхта та його дружини Лотти (*1944)
5 грудня — Річард Спек, американський масовий убивця (*1941)
6 грудня — Володимир Колін, румунський письменник-фантаст та перекладач (*1921)
6 грудня — Річард Стоун, англійський економіст і статистик, лауреат Нобелівської премії з економіки 1984 (*1913)
6 грудня — Мімі Сміт, тітка по материнській лінії та опікунка батьків англійського музиканта Джона Леннона (*1906)
6 грудня — Цугухіро Хатторі, японський професійний бейсболіст (*1920)
7 грудня — Атаур Хан, прем'єр-міністр Бангладеш (1984—1986) (*1905)
9 грудня — Береніс Ебботт, американська фотографка (*1898)
10 грудня — Франко Марія Мальфатті, італійський державний діяч, голова Європейської комісії (1970—1972) (*1927)
10 грудня — Карло Метікош, хорватський музикант (*1940)
10 грудня — Шичіхей Ямамото, японський критик (*1921)
11 грудня — Артур Лундквіст, шведський поет, прозаїк та есеїст (*1906)
11 грудня — Маріо Тобіно, італійський поет, письменник і психіатр (*1910)
12 грудня — Дзіро Янагава, корейський якудза, що жив у Японії (*1923)
12 грудня — Моше Кастель, ізраїльський художник (*1909)
12 грудня — Хенк Нгантунг, індонезійський художник-самоук і політик мінахасанського походження (*1927)
13 грудня — Андре П'єйр де Мандьярг, французький поет, прозаїк, драматург (*1909)
13 грудня — Ян Хендрікс, німецький кіноактор (*1928)
15 грудня — Зайцев Василь Григорович, російський радянський офіцер, Герой СРСР, снайпер у роки Німецько-радянської війни (*1915)
16 грудня — Естер Тамазі, угорська акторка й телеведуча (*1938)
16 грудня — Мохаммад Джавад Тондгуян, іранський інженер і міністр нафти (*1950)
16 грудня — П'єр Вітторіо Тонделлі, італійський письменник (*1955)
16 грудня — Салах Назмі, єгипетський актор (*1918)
17 грудня — Міцуо Аїда, японський поет і каліграф (*1924)
18 грудня — Альберт Сафін, татарський письменник (*1948)
18 грудня — Бамбанг Германто, індонезійський актор (*1931)
18 грудня — Бінод Біхарі Махато, індійський адвокат і політик (*1923)
18 грудня — Джордж Абекасіс, британський автогонщик (*1913)
18 грудня — Фан Чонг Ту, в'єтнамський політик і генерал поліції (*1917)
18 грудня — Хонг Сун-Янг, південнокорейський злочинець (*1967)
20 грудня — Вальдемар Казанецький, польський піаніст, диригент і композитор (*1929)
20 грудня — Вальтер К’ярі, італійський актор (*1924)
21 грудня — Елвін Роберт Корнеліус, пакистанський юрист, філософ права та суддя, головний суддя Пакистану з 1960 по 1968 рр. (*1903)
21 грудня — Ханнес Хайрінен, фінський актор, кінорежисер, сценарист і театральний менеджер (*1914)
21 грудня — Хосе Мігель Барандіаран, баскський антрополог, етнограф і священник (*1889)
22 грудня — Ернст Кренек, австро-американський композитор чеського походження (*1900)
22 грудня — Мірза Нурул Худа, бангладешський економіст і науковець, віце-президент Бангладеш з 1981 по 1982 р., а також губернатор Східного Пакистану та міністр фінансів Бангладеш (*1919)
22 грудня — Тіна Мерлін, італійська журналістка, письменниця та партизанка (*1926)
22 грудня — Флора Жені, бразильська акторка (*1929)
23 грудня — Нортроп Фрай, канадський філолог, дослідник міфології, критик і теоретик літератури (*1912)
23 грудня — П. В. Нарасімха Рао, прем'єр-міністр Індії з 1991 по 1996 р. (*1921)
24 грудня — Альфонс Гоппель, німецький політик, прем'єр-міністр Баварії (1962—1978) (*1905)
25 грудня — Оран Демазі, французька акторка театру і кіно (*1894)
25 грудня — Ронінсон Готліб Михайлович, радянський російський актор театру і кіно (*1916)
27 грудня — Ерве Гібер, французький письменник, фотограф, журналіст (*1955)
27 грудня — Ейтан Лівні, ревізіоністський сіоністський активіст, командир Ірґуна та ізраїльський політик, батько політикині Ципі Лівні (*1919)
28 грудня — Кассандра Гарріс, австралійська акторка (*1948)
29 грудня — Габріела Гілі, аргентинська акторка (*1945)
30 грудня — Кашшай Антон Михайлович, український живописець (*1921)
30 грудня — Мігель Марін, аргентинський футболіст (*1945)
30 грудня — принц Абдул Маджид бін Сауд бін Абдул Азіз Аль Сауд, дев'ятнадцятий син короля Сауда (*1948)
31 грудня — Бєлов Юрій Андрійович, радянський актор театру і кіно (*1930)

## Місяць невідомий
1991 — Альфред Мендес, тринідадський письменник (*1897)
1991 — Клементина Суарес, гондураська письменниця (*1902)
1991 — Хоушанг Бехешті, іранський актор (*1923)
1991 — Бахрам Хуш’яр, іранський командир ВПС Ісламської Республіки Іран, учасник ірано-іракськської війни (*1938)
1991 — Іран Теймурташ, одна з перших в Ірані жінок-активісток, дочка Абдолхоссейна Теймурташа (*1914)
1991 — Абул Башир Фарманфармаян, іранський журналіст і підприємець (*1921)
1991 — Лі Хян, південнокорейський актор (*1914)
1991 — Шям Нараян Панді, індійський поет (*1907)
1991 — Рандхір Прасад Верма, індійський поліцейський (*1952)
1991 — Саєд Моаззем Хоссейн, бангладешський академік та ісламський учений (*1901)
1991 — Гасим Лотфі, татарський педагог, журналіст, дитячий письменник, перекладач (*1900)
1991 — Шаміль Бікчурін, татарський письменник і драматург (*1928)